# Joe Biden
Joseph Robinette Biden Jr. (/ˈbaɪdən/ BY-dən; sinh ngày 20 tháng 11 năm 1942), thường được biết tới với tên Joe Biden là một chính trị gia người Mỹ, tổng thống thứ 46 của Hoa Kỳ từ năm 2021 đến năm 2025. Là thành viên của Đảng Dân chủ, ông từng là phó tổng thống thứ 44 từ năm 2009 đến năm 2017 dưới thời Barack Obama và thượng nghị sĩ đại diện cho Delaware từ năm 1973 đến năm 2009. Ông kết thúc nhiệm kỳ và rời nhiệm sở vào ngày 20 tháng 1 năm 2025 để trả lại vị trí Tổng thống cho Donald Trump, người tiền nhiệm mà ông đã từng đánh bại trong cuộc bầu cử hồi bốn năm trước.
Sinh ra và lớn lên ở Scranton, Pennsylvania, Biden cùng gia đình chuyển đến Quận New Castle, Delaware vào năm 1953 khi ông 10 tuổi. Biden theo học tại Đại học Delaware trước khi lấy bằng luật tại Đại học Syracuse vào năm 1968. Ông được bầu vào Hội đồng Quận New Castle năm 1970 và trở thành thượng nghị sĩ trẻ thứ sáu trong lịch sử Hoa Kỳ khi ông được bầu vào Thượng viện Hoa Kỳ từ Delaware vào năm 1972, ở tuổi 29. Biden là thành viên lâu năm của Ủy ban Đối ngoại Thượng viện và cuối cùng trở thành chủ tịch của ủy ban này. Ông còn là chủ tịch Ủy ban Tư pháp Thượng viện từ năm 1987 đến 1995, giải quyết các vấn đề về chính sách ma túy, phòng chống tội phạm và quyền tự do dân sự; dẫn đầu nỗ lực thông qua Đạo luật kiểm soát tội phạm bạo lực và thực thi pháp luật, Đạo luật chống bạo lực đối với phụ nữ; và từng giám sát sáu phiên điều trần phê chuẩn tại Tòa án Tối cao Hoa Kỳ, bao gồm các phiên điều trần gây tranh cãi của Robert Bork và Clarence Thomas. Ông ra tranh cử tổng thống cho đảng Dân chủ vào năm 1988 và 2008 nhưng không thành công. Biden đã được bầu lại vào Thượng viện sáu lần và là thượng nghị sĩ tại vị lâu thứ tư vào thời điểm ông trở thành phó tổng thống sau khi cùng Obama giành chiến thắng trong cuộc bầu cử tổng thống năm 2008, đánh bại John McCain và người đồng tranh cử Sarah Palin. Obama và Biden tiếp tục tái đắc cử vào năm 2012, đánh bại Mitt Romney và người đồng tranh cử Paul Ryan.
Trong tám năm làm phó tổng thống, Biden dựa vào kinh nghiệm lâu năm ở Thượng viện của mình và thường xuyên đại diện cho chính quyền trong các cuộc đàm phán với những đảng viên Cộng hòa trong quốc hội, bao gồm Đạo luật Kiểm soát Ngân sách 2011, nó đã giải quyết cuộc khủng hoảng trần nợ và Đạo luật Trợ giúp Người nộp thuế của Mỹ 2012 đã giải quyết "bờ vực tài chính" sắp xảy ra. Ông cũng giám sát chi tiêu cơ sở hạ tầng trong năm 2009 để chống lại cuộc Đại suy thoái. Về chính sách đối ngoại, Biden là cố vấn thân cận của tổng thống và đóng vai trò hàng đầu trong việc lên kế hoạch rút quân Mỹ khỏi Iraq vào năm 2011. Năm 2017, Obama trao tặng cho Biden Huân chương Tự do Tổng thống.
Biden và người đồng tranh cử Kamala Harris đã đánh bại tổng thống đương nhiệm Donald Trump và phó tổng thống Mike Pence trong cuộc bầu cử tổng thống năm 2020. Ông là tổng thống lớn tuổi nhất và là người đầu tiên có một nữ phó tổng thống. Biden đã đề xuất, vận động hành lang và ký ban hành Đạo luật Kế hoạch Giải cứu Hoa Kỳ 2021 nhằm giúp Hoa Kỳ phục hồi sau đại dịch COVID-19 và cuộc suy thoái đang diễn ra. Ông đề xuất Kế hoạch Việc làm Mỹ, nhiều khía cạnh của nó được đưa vào Đạo luật Việc làm và Cơ sở hạ tầng lưỡng đảng, đã được ký ban hành. Ông đã tiến cử Ketanji Brown Jackson vào Tòa án Tối cao. Biden cũng đề xuất mở rộng mạng lưới an sinh xã hội, bên cạnh dự luật về quyền biểu quyết, nhưng những nỗ lực đó, đã bị Quốc hội bác bỏ. Về chính sách đối ngoại, Biden đã giúp Hoa Kỳ tái gia nhập vào Thỏa thuận chung Paris về biến đổi khí hậu. Ông hoàn thành việc rút quân đội Mỹ khỏi Afghanistan, cùng lúc đó chính phủ Afghanistan sụp đổ và Taliban giành quyền kiểm soát đất nước. Ông đã phản ứng lại với cuộc tấn công của Nga vào Ukraina 2022 bằng việc áp đặt các biện pháp trừng phạt nhằm vào Nga, ủy quyền hàng tỷ đô la viện trợ nước ngoài và những gói viện trợ vũ khí cho Ukraina.
Vào tháng 4 năm 2023, Biden đã công bố chiến dịch tái tranh cử của mình. Sau các cuộc bầu cử sơ bộ của Đảng Dân chủ năm 2024, ông đã trở thành ứng cử viên được cho là của đảng trong cuộc bầu cử tổng thống năm 2024. Nhưng Biden đã rút lui khỏi ứng cử vào tháng 7 năm 2024 sau một loạt các vấn đề về tuổi tác và sức khỏe. Ông đã ủng hộ Phó Tổng thống Kamala Harris thay thế ông làm ứng cử viên, đồng thời nói rằng ông sẽ vẫn là tổng thống cho đến khi kết thúc nhiệm kỳ của mình.

## Thiếu thời và giáo dục

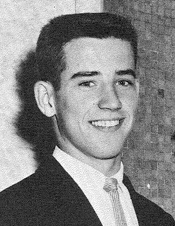
Biden tại Học viện Archmere vào những năm 1960

Joseph Robinette Biden Jr. sinh ngày 20 tháng 11 năm 1942 tại bệnh viện Thánh Mary ở Scranton, Pennsylvania.:5 Mẹ của ông là Catherine Eugenia "Jean" Biden (họ gốc Finnegan) và bố của ông là Joseph Robinette Biden Sr. Ông có một em gái và hai em trai. Gia đình ông theo Công giáo Roma.:9 Jean là người gốc Ireland.:8 Bố mẹ của Joseph Sr., Mary Elizabeth (họ gốc là Robinette) và Joseph H. Biden, một doanh nhân dầu mỏ đến từ Baltimore, Maryland, là người gốc Anh, Pháp và Ireland.:8 Ông cố nội đời thứ ba của Biden, William Biden, được sinh ra ở Sussex, Anh và nhập cư vào Hoa Kỳ. Ông cố ngoại của ông, Edward Francis Blewitt, có bố mẹ là người nhập cư Ireland từ Rappagh, Ballina, County Mayo và từng là Nghị sĩ Thượng viện bang Pennsylvania.
Bố của Biden từng giàu có nhưng đã gặp một số khó khăn về tài chính trước khi con trai đầu của ông chào đời. Gia đình Biden đã phải sống cùng ông bà ngoại của ông, nhà Finnegan, trong vài năm. Khi vùng Scranton bị suy thoái kinh tế trong những năm 1950, bố của Biden đã không tìm được việc làm ổn định. Năm 1953, gia đình Biden chuyển đến một căn hộ ở Claymont, Delaware và sống ở đây vài năm rồi tiếp tục chuyển đến một căn nhà ở Wilmington, Delaware. Joe Biden Sr. sau đó trở thành một doanh nhân bán ô tô cũ thành đạt và duy trì được lối sống trung lưu của gia đình.
Biden theo học tại Học viện Archmere ở Claymont,:27, 32 nơi ông giữ các vị trí trung vệ và tiền đạo bắt bóng trong đội tuyển bóng bầu dục của trường; khi đang học năm cuối, ông đã góp phần dẫn dắt đội tuyển từng liên tục thua giành chiến thắng cả một mùa giải. Ông cũng tham gia đội tuyển bóng chày. Về mặt học tập, ông là một học sinh kém nhưng lại được xem là một nhà lãnh đạo thiên bẩm và được bầu làm chủ tịch lớp khi đang học năm ba và năm cuối.:40–41:99 Ông tốt nghiệp vào năm 1961.:40–41
Ông tốt nghiệp Cử nhân Nghệ thuật trường Đại học Delaware vào năm 1965, với hai chuyên ngành chính lịch sử và khoa học chính trị, cũng như chuyên ngành phụ ngôn ngữ Anh.:98 Ông chơi ở vị trí trung vệ trong đội bóng bầu dục năm nhất Blue Hens. Năm 1964, ông gặp Neilia Hunter, người mà ông sau đó kết hôn cùng.
Biden tốt nghiệp trường Luật của Đại học Syracuse với bằng Tiến sĩ luật vào năm 1968. Sau này ông đã nói trường luật là "thứ nhàm chán nhất thế giới". Ông gia nhập Đoàn luật sư bang Delaware vào năm 1969.
Khi đang học năm nhất tại Syracuse, Biden bị cáo buộc là đã đạo văn 5 trong số 15 trang của một bài báo về luật. Ông cho biết việc này là ngoài ý muốn và do ông không biết các quy tắc dẫn nguốn. Kết quả là ông đã bị đánh trượt và phải học lại môn đó. Việc này đã được nhắc đến vào năm 1987 khi ông đang tranh cử Tổng thống lần đầu tiên.
Trong giai đoạn này, Biden được hưởng chế độ hoãn nghĩa vụ quân sự dành cho sinh viên. Sau khi hoàn thành việc học, ông được đánh giá là không thể thực hiện nghĩa vụ quân sự vì tiền sử bệnh hen phế quản.
Biden bị chứng nói lắp, nhưng đã cải thiện kể từ những năm 20 tuổi. Ông cho biết đã khắc phục điều này bằng cách đọc thơ trước gương,:99 nhưng đôi khi nó vẫn xuất hiện "chẳng hạn như khi ông rất mệt". Một số ý kiến cho rằng điều này đã ảnh hưởng đến sự thể hiện của ông trong các cuộc tranh luận bầu cử ứng viên tổng thống của Đảng Dân chủ năm 2020.
Định kiến về việc uống rượu trong gia đình Biden và gia đình Finnegan đã khiến Biden theo chủ nghĩa bài rượu.

## Khởi đầu sự nghiệp chính trị

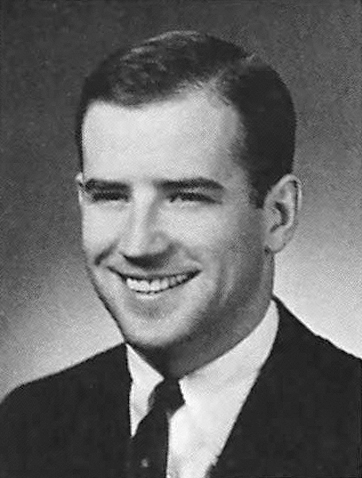
Biden trong kỷ yếu năm 1968 của Đại học Syracuse

Ngày 27 tháng 8 năm 1966, khi vẫn đang học trường luật, Biden kết hôn với Neilia Hunter, mặc dù ban đầu bố mẹ bà không muốn con gái mình lấy một người theo Công giáo Rôma. Hôn lễ diễn ra tại một nhà thờ Công giáo Rôma ở Skaneateles, New York. Hai người có ba người con, Joseph R. "Beau" Biden III sinh năm 1969, Robert Hunter sinh năm 1970, và Naomi Christina sinh năm 1971. Biden đã nói với vợ rằng ông dự định trở thành Thượng nghị sĩ khi 30 tuổi và sau đó sẽ trở thành Tổng thống.
Năm 1968, Biden là thư ký tại một công ty luật ở Wilmington của William Prickett, một thành viên của Đảng Cộng hòa, và theo như ông cho biết sau này "từng nghĩ rằng mình thuộc Đảng Cộng hòa". Ông không ủng hộ Thống đốc Delaware đương nhiệm Charles L. Terry, một thành viên của Đảng Dân chủ có lập trường chính trị bảo thủ về vấn đề chủng tộc, và ủng hộ thành viên Đảng Cộng hòa Russell W. Peterson, người có lập trường tự do hơn và đã đánh bại Terry vào năm 1968. Đảng Cộng hòa địa phương đã mời ông gia nhập nhưng ông từ chối vì không ủng hộ ứng cử viên Tổng thống của đảng này, Richard Nixon, và đăng ký làm một chính khách độc lập.
Năm 1969, Biden quay trở lại hoạt động trong ngành luật tại Wilmington, đầu tiên với tư cách luật sư công và sau đó làm việc tại công ty của Sid Balick, một thành viên Đảng Dân chủ. Balick đã giới thiệu ông với Diễn đàn Đảng Dân chủ, một tổ chức có mục đích cải tổ và vực dậy đảng này,:86 và Biden chính thức trở thành thành viên Đảng Dân chủ. Ông cũng thành lập một công ty của riêng mình với tên gọi Biden and Walsh. Tuy nhiên, luật doanh nghiệp không hấp dẫn với ông, còn luật hình sự thì không mang lại thu nhập cao. Ông tăng thêm thu nhập bằng việc quản lý bất động sản.
Sau đó, Biden tranh cử vào Hội đồng Quận New Castle với một lập trường chính trị tự do bao gồm chủ trương ủng hộ nhà ở xã hội tại khu vực ngoại ô. Ông giành chiến thắng với cách biệt 2.000 phiếu mặc dù vị trí này thường được giữ bởi thành viên Đảng Cộng hòa và 1969 không phải là một năm thành công của Đảng Dân chủ.:59 Ngay cả trước khi bắt đầu đảm nhận vị trí này, ông đã nói rằng sẽ tranh cử vào Thượng viện Hoa Kỳ trong vài năm nữa.:59 Ông làm việc tại Hội đồng Quận từ năm 1970 đến năm 1972 song song với việc hoạt động trong ngành luật. Một trong những vấn đề được ông nêu lên tại hội đồng là sự phản đối các dự án xây dựng đường cao tốc có khả năng ảnh hưởng đến khu vực dân cư ở Wilmington, bao gồm những dự án có liên quan đến xa lộ Liên tiểu bang 95.:62

### Chiến dịch tranh cử Thượng viện năm 1972

Kết quả cuộc bầu cử Thượng viện Hoa Kỳ năm 1972 ở Delaware

Việc Biden tham gia cuộc bầu cử Thượng viện tại Delaware năm 1972 đã dẫn đến một tình huống hy hữu khi mà Thượng Nghị sĩ Delaware đương nhiệm thuộc Đảng Cộng hòa J. Caleb Boggs đang xem xét việc về hưu, điều này sẽ khiến Nghị sĩ Pete du Pont và Thị trưởng Wilmington Harry G. Haskell Jr. đối đầu nhau trong cuộc bầu cử sơ bộ. Để tránh điều đó xảy ra, Tổng thống Nixon đã thuyết phục Boggs tiếp tục tranh cử với sự ủng hộ hoàn toàn của Đảng Cộng hòa. Không thành viên nào khác của Đảng Dân chủ muốn tranh cử với Boggs. Chiến dịch của Biden gần như không có ngân sách và không hề có khả năng thành công. Em gái của ông, Valerie Biden Owens, đã điều hành chiến dịch và nhân sự của chiến dịch là các thành viên khác trong gia đình Biden. Chiến dịch được thực hiện bằng cách phát tờ rơi và gặp mặt cử tri một cách trực tiếp; diện tích nhỏ của Delaware và việc bang này không có thị trường truyền thông lớn đã khiến cách tiếp cận này đạt hiệu quả. Ông cũng nhận được sự hỗ trợ của AFL–CIO và người thăm dò ý kiến thuộc Đảng Dân chủ Patrick Caddell. Chiến dịch của ông tập trung vào việc rút quân khỏi Việt Nam; các vấn đề môi trường; quyền công dân; giao thông công cộng; đánh thuế công bằng hơn; chăm sóc y tế; sự bất mãn của công chúng với chính trị; và "sự thay đổi". Trong suốt mùa hè, ông bị dẫn trước gần 30 điểm, nhưng sự nhiệt huyết, gia đình trẻ và khả năng kết nối với cảm xúc của cử tri là những lợi thế của ông so với Boggs, người đã sẵn sàng về hưu. Biden giành chiến thắng trong cuộc bầu cử vào ngày 07 tháng 11 với cách biệt 3.162 phiếu.

### Người thân qua đời
Ngày 18 tháng 12 năm 1972, một vài tuần sau cuộc bầu cử, Neilia, vợ của Biden, và con gái một tuổi Naomi của hai người thiệt mạng trong một cuộc tai nạn xe cộ khi đang đi mua sắm cho Giáng sinh ở Hockessin, Delaware. Xe của Neilia Biden bị một chiếc xe moóc kéo chở ngô đâm vào khi cô đang rời khỏi một giao lộ. Các con trai Beau và Hunter của Biden sống sót và được đưa đến bệnh viện, Beau bị gãy một chân và một số vết thương khác, còn Hunter thì bị rạn xương sọ và một số chấn thương khác ở đầu.:93, 98 Biden đã xem xét việc từ chức để chăm sóc cho các con, nhưng lãnh tụ đa số Thượng viện Mike Mansfield thuyết phục ông không làm vậy.

## Chiến dịch tranh cử Phó Tổng thống năm 2008

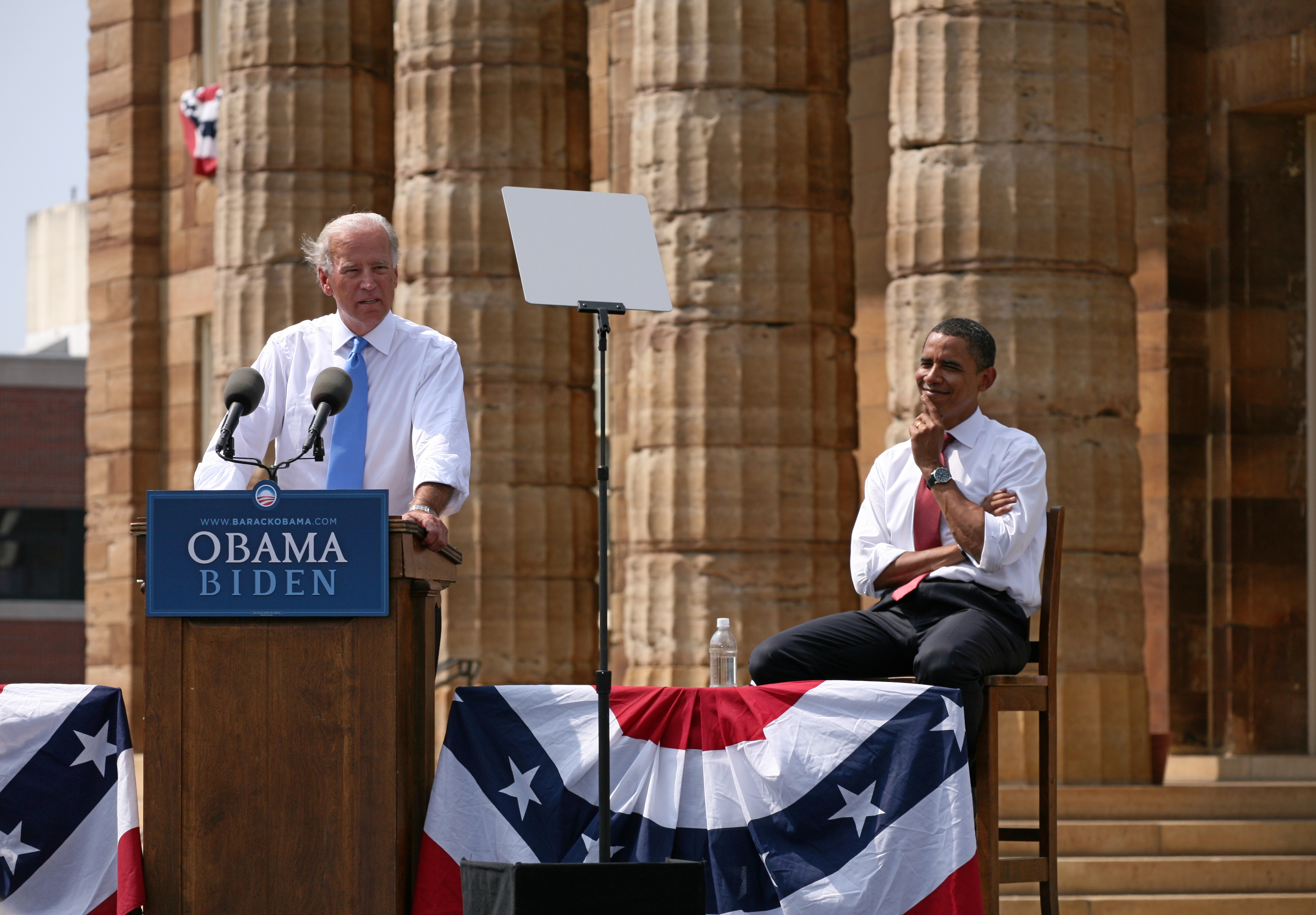
Biden phát biểu vào ngày 23 tháng 8 năm 2008 sau khi được công bố là ứng cử viên Phó Tổng thống tại Springfield, Illinois

Không lâu sau khi Biden rút khỏi cuộc đua vào vị trí ửng cử viên Tổng thống, Obama đã nói riêng với ông rằng Obama muốn ông giữ một vị trí quan trọng trong chính quyền của mình. Biden từ chối khi lần đầu tiên được Obama đề nghị xem xét ông làm ứng cử viên Phó Tổng thống vì cảm thấy việc này sẽ gây tổn hại đến vị trí tại Thượng viện của mình, nhưng sau đó ông đã đổi ý. Trong một cuộc phỏng vấn vào ngày 22 tháng 6 năm 2008 trên chương trình Meet the Press của đài NBC, Biden xác nhận rằng mặc dù không có chủ đích tranh cử, ông sẽ chấp nhận nếu được đề nghị. Đầu tháng 8, Obama và Biden gặp riêng với nhau để thảo luận khả năng này, và xây dựng một mối quan hệ thân thiết. Ngày 22 tháng 8 năm 2008, Obama công bố Biden là ứng cử viên đồng tranh cử của mình. Theo The New York Times, quyết định này có mục đích nhằm lựa chọn một ứng cử viên giàu kinh nghiệm về chính sách đối ngoại và an ninh quốc gia, thay vì để giành chiến thắng ở các bang rung lắc, hay để nhấn mạnh thông điệp về sự "thay đổi" của Obama. Nhiều ý kiến khác chỉ ra rằng Biden được sự ủng hộ của các cử tri tầng lớp trung lưu và lao động chân tay, cũng như việc ông sẵn sàng đối đầu gay gắt với ứng cử viên Tổng thống của Đảng Cộng hòa John McCain, điều mà dường như Obama đôi khi không sẵn sàng làm. Với việc chấp nhận đề nghị của Obama, Biden đã loại trừ khả năng tranh cử Tổng thống của mình vào năm 2016, nhưng sau này ông rút lại lập trường này vì không muốn tỏ ra không quan tâm đến việc thăng tiến, dẫn đến quyền lực chính trị của mình bị suy giảm. Biden chính thức được đề cử làm ứng cử viên Phó Tổng thống vào ngày 27 tháng 8 tại Đại hội Toàn quốc Đảng Dân chủ năm 2008 diễn ra ở Denver.
Sau khi Biden được chọn làm ứng cử viên Phó Tổng thống, giáo phận Công giáo La Mã Wilmington xác nhận rằng kể cả khi đắc cử, ông cũng sẽ không được phép phát biểu tại các trường Công giáo. Không lâu sau, giám mục của thành phố nơi Biden sinh ra, Scranton, Pennsylvania, cấm ông tham dự Tiệc Thánh vì ông ủng hộ quyền phá thai, tuy nhiên Biden tiếp tục làm việc này tại giáo xứ địa phương của ông ở Delaware. Scranton đã trở thành một điểm nóng trong cuộc chạy đua giành sự ủng hộ của cử tri Công giáo ở các bang rung lắc. Chiến dịch của Đảng Dân chủ và các hội Công giáo có tư tưởng tự do nhấn mạnh rằng các vấn đề xã hội khác cần được coi trọng ngang với việc phá thai, còn nhiều giám mục và tín hữu Công giáo có tư tưởng bảo thủ lại cương quyết rằng vấn đề phá thai là quan trọng hàng đầu. Biden cho biết ông tin rằng sự sống bắt đầu ở thời điểm thụ thai nhưng sẽ không áp đặt quan điểm tôn giáo của mình lên người khác.

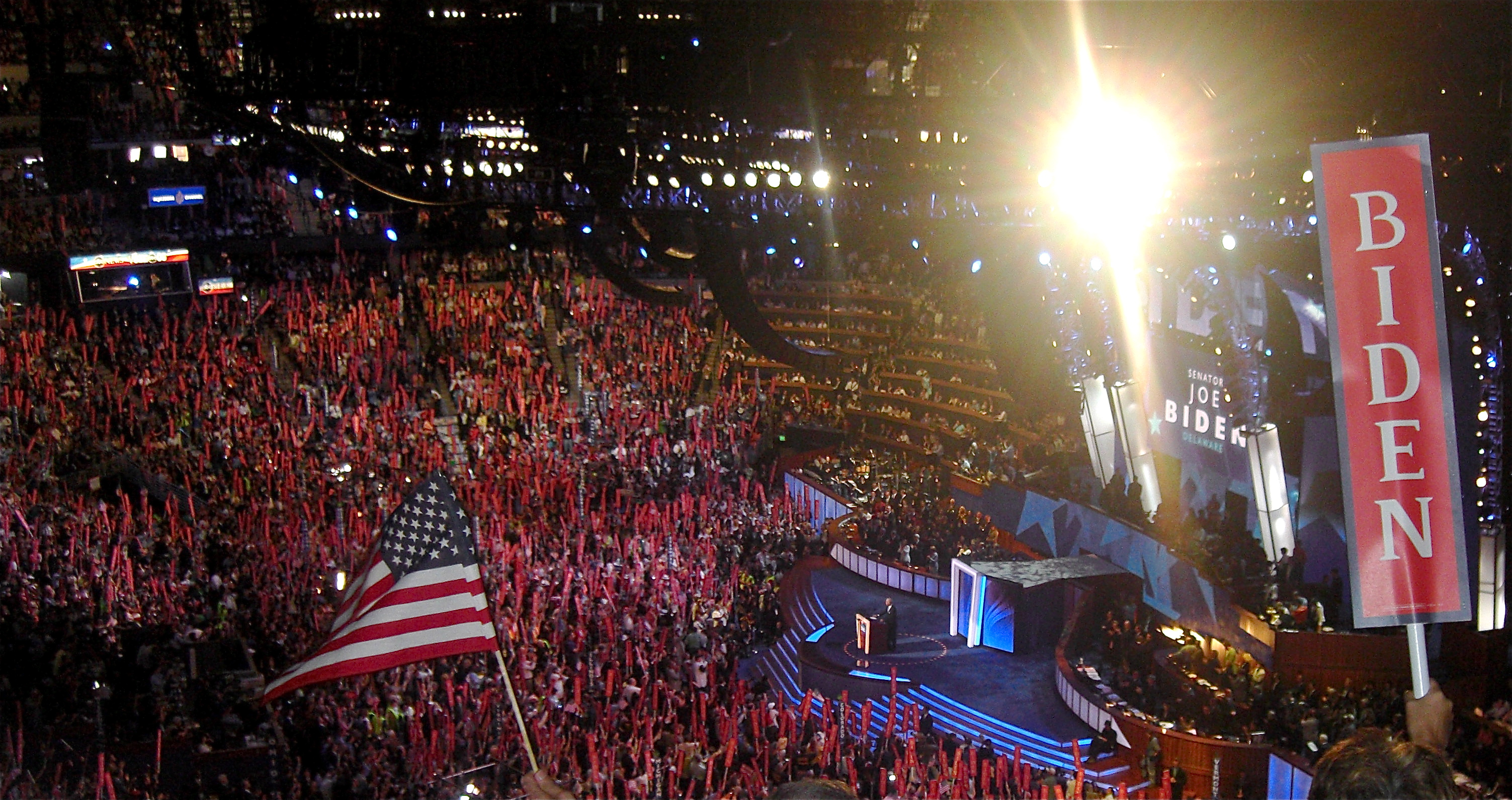
Biden chính thức trở thành ứng cử viên Phó Tổng thống của Đảng Dân chủ vào đêm thứ ba của Đại hội toàn quốc Đảng Dân chủ năm 2008 tại Denver, Colorado.

Chiến dịch tranh cử Phó Tổng thống của Biden nhận được ít sự chú ý của giới truyền thông bởi báo chí tập trung hơn nhiều đến ứng cử viên Phó Tổng thống của Đảng Cộng hòa, Thống đốc Alaska Sarah Palin. Ví dụ, Trung tâm Nghiên cứu Pew ghi lại rằng trong một tuần của tháng 9 năm 2008, Biden chỉ xuất hiện trong 5% tin tức về cuộc tranh cử, ít hơn nhiều so với ba ứng cử viên còn lại. Tuy vậy Biden vẫn tập trung vận động tranh cử tại các khu vực gặp khó khăn về kinh tế ở các bang rung lắc và nỗ lực giành được sự ủng hộ của các cử tri là lao động chân tay, đặc biệt là những người đã ủng hộ Hillary Clinton. Biden đã chỉ trích McCain một cách nặng nề mặc dù hai người từng là bạn lâu năm của nhau; ông nói, "Người bạn mà tôi từng biết, ông ta đã biến mất. Điều đó làm tôi rất buồn." Khi cuộc khủng hoảng tài chính 2007–08 lên đến đỉnh điểm là cuộc khủng hoảng thanh khoản tháng 9 năm 2008, và gói cứu trợ hệ thống tài chính Hòa Kỳ trở thành một yếu tố quan trọng của chiến dịch tranh cử, Biden đã bỏ phiếu ủng hộ Đạo luật Ổn định Kinh tế Khẩn cấp năm 2008 trị giá 700 tỉ đô-la Mỹ. Đạo luật đã được Thượng viện thông qua với 74 phiếu thuận và 25 phiếu chống.
Ngày 2 tháng 10 năm 2008, Biden tham gia tranh luận bầu cử Phó Tổng thống cùng với with Palin tại trường Đại học Washington, St. Louis. Các cuộc thăm dò sau buổi tranh luận cho thấy mặc dù Palin thể hiện tốt hơn kỳ vọng của nhiều cử tri, Biden vẫn giành chiến thắng chung cuộc.:655–661 Ngày 5 tháng 10, Biden tạm dừng các hoạt động tranh cử một vài ngày sau khi mẹ vợ của ông qua đời. Trong những ngày cuối cùng của chiến dịch tranh cử, ông tập trung vào các khu vực ít dân cư, dân số già và thu nhập thấp hơn ở các bang chiến trường, đặc biệt là Florida, Ohio và Pennsylvania, những nơi mà các cuộc thăm dò cho thấy là ông được ủng hộ và Obama đã không vận động tranh cử hoặc tranh cử không thành công trong cuộc bầu cử sơ bộ của Đảng Dân chủ. Ông cũng vận động tranh cử ở một số bang thường bầu cho Đảng Cộng hòa, cũng như các khu vực có nhiều dân cư theo Công giáo.
Dưới sự chỉ dẫn từ chiến dịch của Obama, Biden giữ các bài phát biểu của mình ngắn gọn và tránh đưa ra những bình luận lỗ mãng, chẳng hạn như Obama sẽ bị một thế lực nước ngoài thử thách ngay sau khi trở thành Tổng thống, một bình luận đã nhận được những phản ứng tiêu cực. Những bình luận như vậy của Biden đã làm Obama không hài lòng; ông từng hỏi "Biden sẽ nói điều gì đó ngu xuẩn bao nhiêu lần đây?". Các nhân viên làm việc cho chiến dịch của Obama gọi những bình luận này là những "quả bom Joe" và không cho ông biết về các cuộc thảo luận về chiến lược, điều này quay ngược lại khiến Biden bất mãn. Mối quan hệ giữa hai chiến dịch trở nên căng thẳng trong một tháng, cho đến khi Biden đưa ra lời xin lỗi trong một cuộc điện thoại với Obama và mối quan hệ giữa hai người đã trở nên khăng khít hơn. Nhà hoạch định chiến lược của Obama David Axelrod cho biết tỷ lệ ủng hộ cao của Biden vẫn quan trọng hơn những bình luận đó. Trên toàn quốc, tỉ lệ ủng hộ của Biden là 60% theo một cuộc thăm dò của Trung tâm Nghiên cứu Pew, so với 44% của Palin.
Ngày 4 tháng 11 năm 2008, Obama đắc cử Tổng thống và Biden đắc cử Phó Tổng thống. Hai người nhận được 365 phiếu đại cử tri so với 173 phiếu của McCain–Palin, và nhận được 53% tổng số phiếu bầu.
Biden tiếp tục tranh cử Thượng Nghị sĩ song song với chiến dịch tranh cử Phó Tổng thống, một việc hợp pháp theo luật của bang Delaware. Biden là người thứ tư tranh cử Phó Tổng thống và tái tranh cử Thượng Nghị sĩ cùng một lúc sau Lyndon Johnson, Lloyd Bentsen và Joe Lieberman, và là người thứ hai đắc cử cả hai vị trí sau Johnson. Ngày 4 tháng 11, ông tái đắc cử Thượng Nghị sĩ, đánh bại ứng cử viên Đảng Cộng hòa Christine O'Donnell. Sau khi giành chiến thắng ở cả hai cuộc bầu cử, Biden hoãn việc từ chức khỏi Thượng viện để có thể nhậm chức nhiệm kỳ thứ bảy vào ngày 6 tháng 1 năm 2009. Ông trở thành Thượng Nghị sĩ trẻ tuổi nhất đã đắc cử bảy nhiệm kỳ và cho biết, "Trong suốt cuộc đời, niềm vinh dự lớn nhất của tôi là được phụng sự nhân dân Delaware với tư cách Thượng Nghị sĩ Hoa Kỳ đại diện cho họ." Biden bỏ phiếu với tư cách Thượng Nghị sĩ lần cuối cùng vào ngày 15 tháng 1 để ủng hộ cho chương trình Troubled Asset Relief Program trị giá 350 tỉ đô-la Mỹ. Cùng ngày, Biden từ chức khỏi Thượng viện; trong bài phát biểu từ chức trước Thượng viện, nơi ông đã làm việc hết phần lớn cuộc đời, Biden nói, "Tất cả những điều tốt đẹp tôi đã chứng kiến ở đây, tất cả những bước tiến táo bạo trong hơn 36 năm tôi làm việc ở nơi này, xảy ra không phải vì áp lực từ các nhóm lợi ích, mà là nhờ sự chín muồi của các mội quan hệ cá nhân."
Thống đốc Delaware Ruth Ann Minner đã bổ nhiệm cố vấn lâu năm của Biden Ted Kaufman thay Biden hoàn thành phần còn lại của nhiệm kỳ. Kaufman quyết định không tranh cử để phục vụ hết nhiệm kỳ, để thành viên Đảng Dân chủ Chris Coons có thể kế nhiệm mình sau một cuộc bầu cử đặc biệt vào năm 2010.

## Nhiệm kỳ Phó Tổng thống (2009–2017)
Không lâu sau cuộc bầu cử năm 2008, Biden được bổ nhiệm làm chủ tịch ủy ban chuyển giao quyền lực của ứng cử viên đắc cử Tổng thống Obama. Biden đã lựa chọn luật sư thuộc Đảng Dân chủ Ron Klain làm Chánh văn phòng và phóng viên Time Jay Carney làm người phát ngôn của ông. Ông cho biết ông muốn loại bỏ một số vai trò mà Phó Tổng thống tiền nhiệm từng giữ và sẽ không bắt chước theo bất kỳ Phó Tổng thống nào trước đấy..

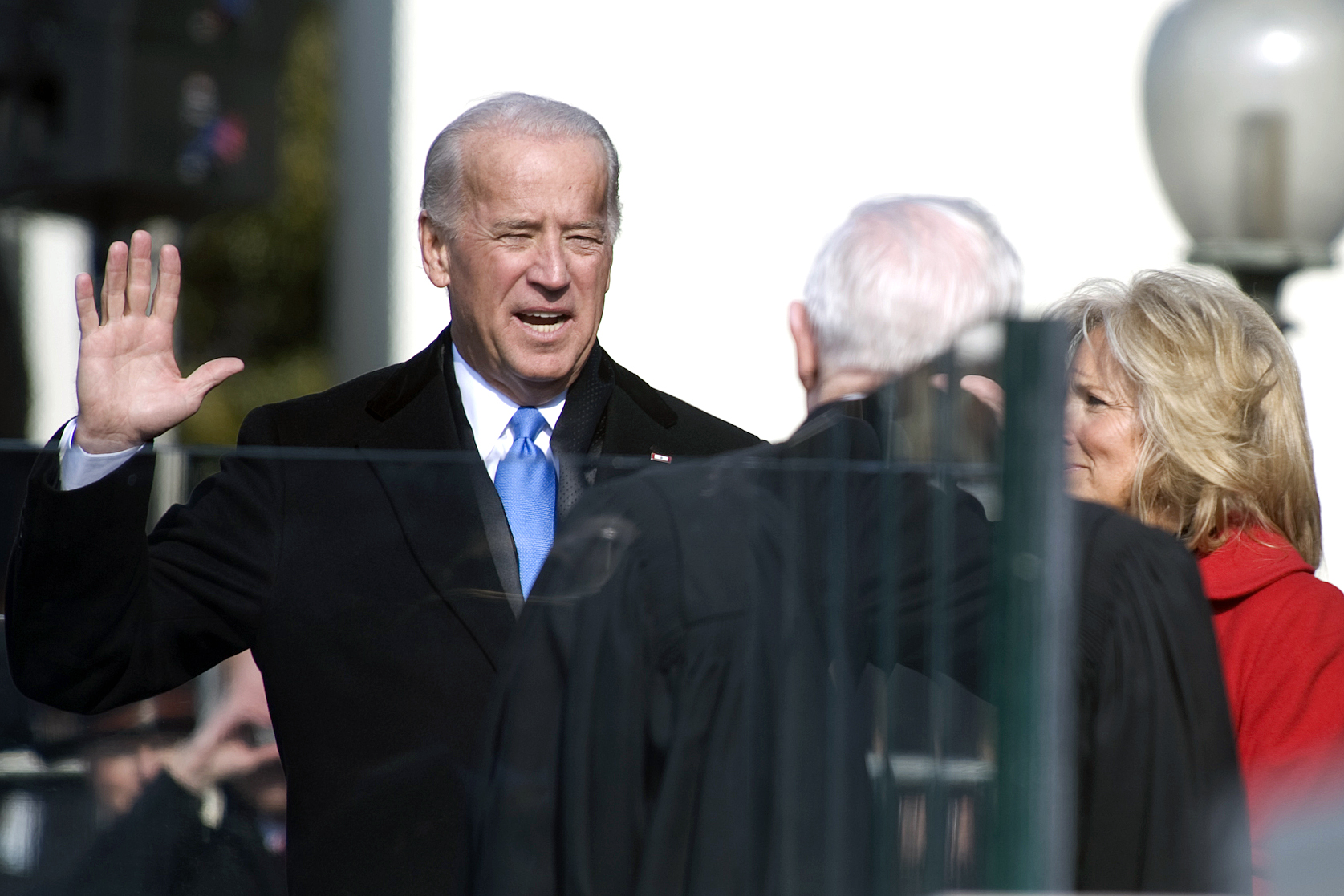
Biden tuyên thệ nhậm chức cùng với Phó Chánh án John Paul Stevens vào ngày 20 tháng 1 năm 2009.

Trưa ngày 20 tháng 1 năm 2009, Biden trở thành Phó Tổng thống Hoa Kỳ thứ 47. Trong những tháng đầu tiên của chính quyền Obama, Obama so sánh Biden với một cầu thủ bóng rổ "người làm những việc không xuất hiện trên tờ kết quả thi đấu". Biden thua cuộc trong một cuộc tranh luận nội bộ với Bộ trưởng Ngoại giao Hillary Clinton về việc ông phản đối điều 21.000 binh sĩ đến Afghanistan, nhưng sự hoài nghi của ông vẫn được chính quyền Obama coi trọng. Biden đã đến thăm Iraq tám lần, khoảng hai tháng một lần. Biden cũng chịu trách nhiệm giám sát việc chi ngân sách cho cở sở hạ tầng từ gói hỗ trợ của Obama nhằm chống lại ảnh hưởng của cuộc suy thoái kinh tế đang diễn ra.

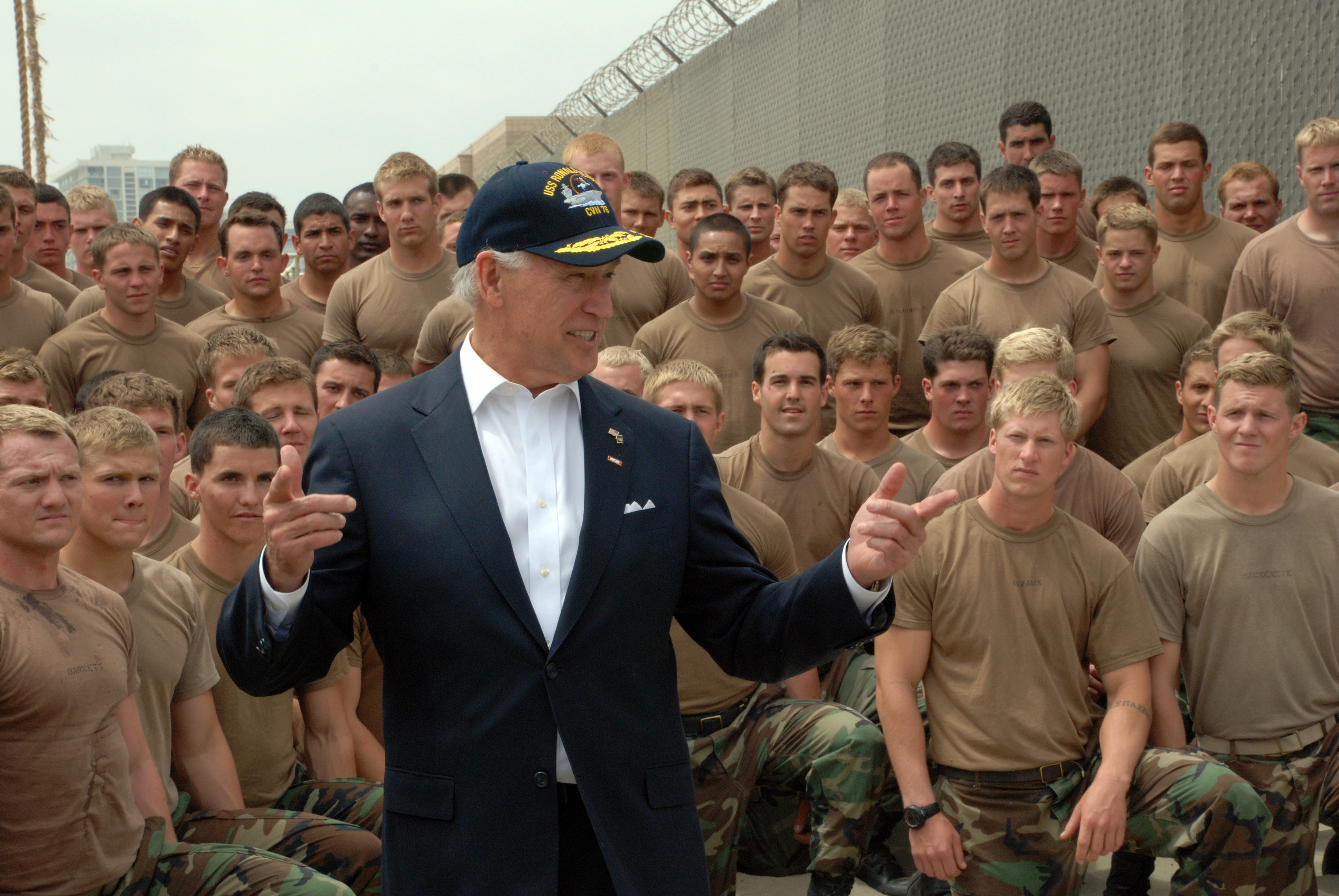
Biden tại NAB Coronado, California vào tháng 5 năm 2009.

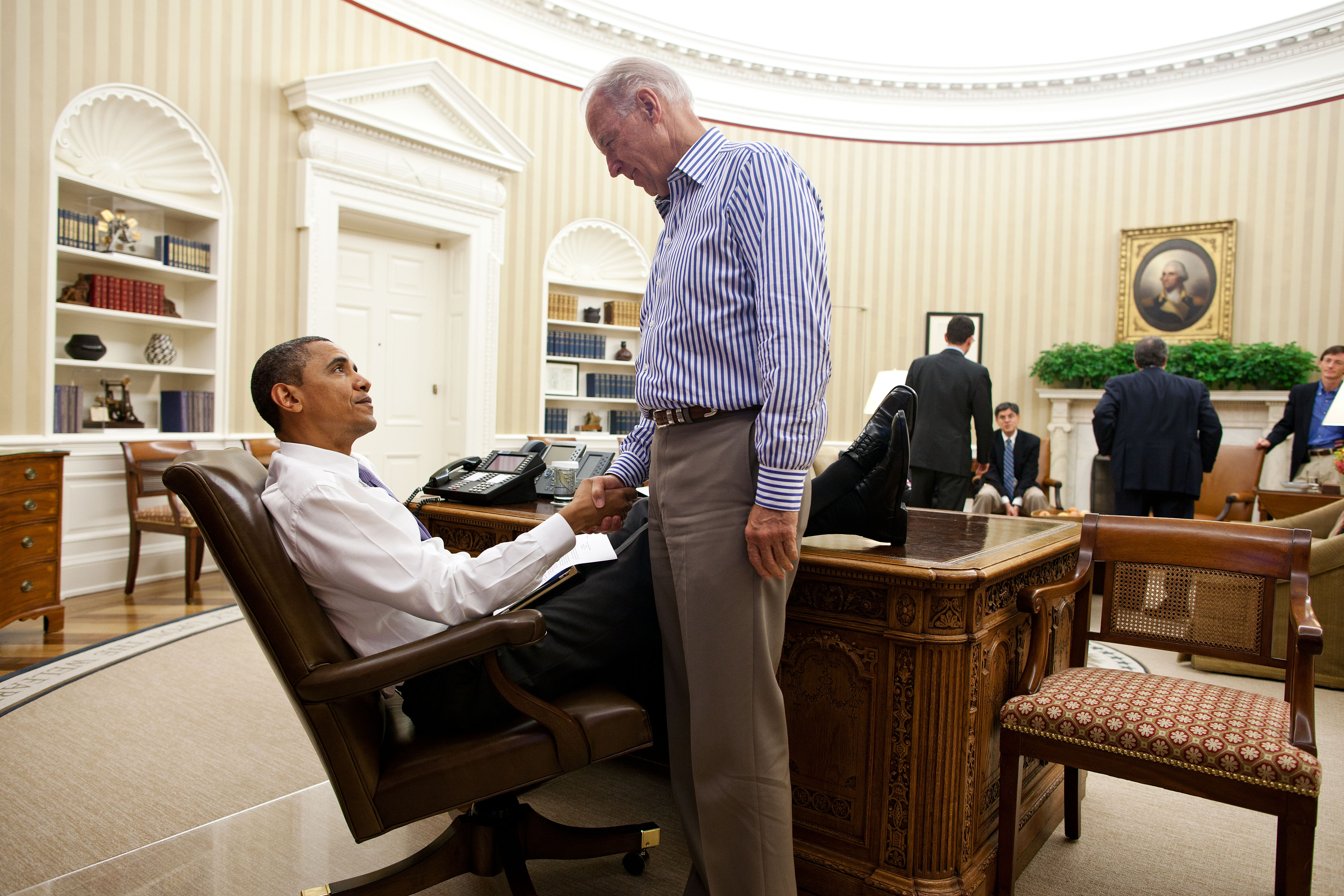
Tổng thống Obama chúc mừng Biden về vai trò của ông trong việc đạt được thỏa thuận về trần nợ công, dẫn đến Đạo luật Kiểm soát Ngân sách năm 2011.

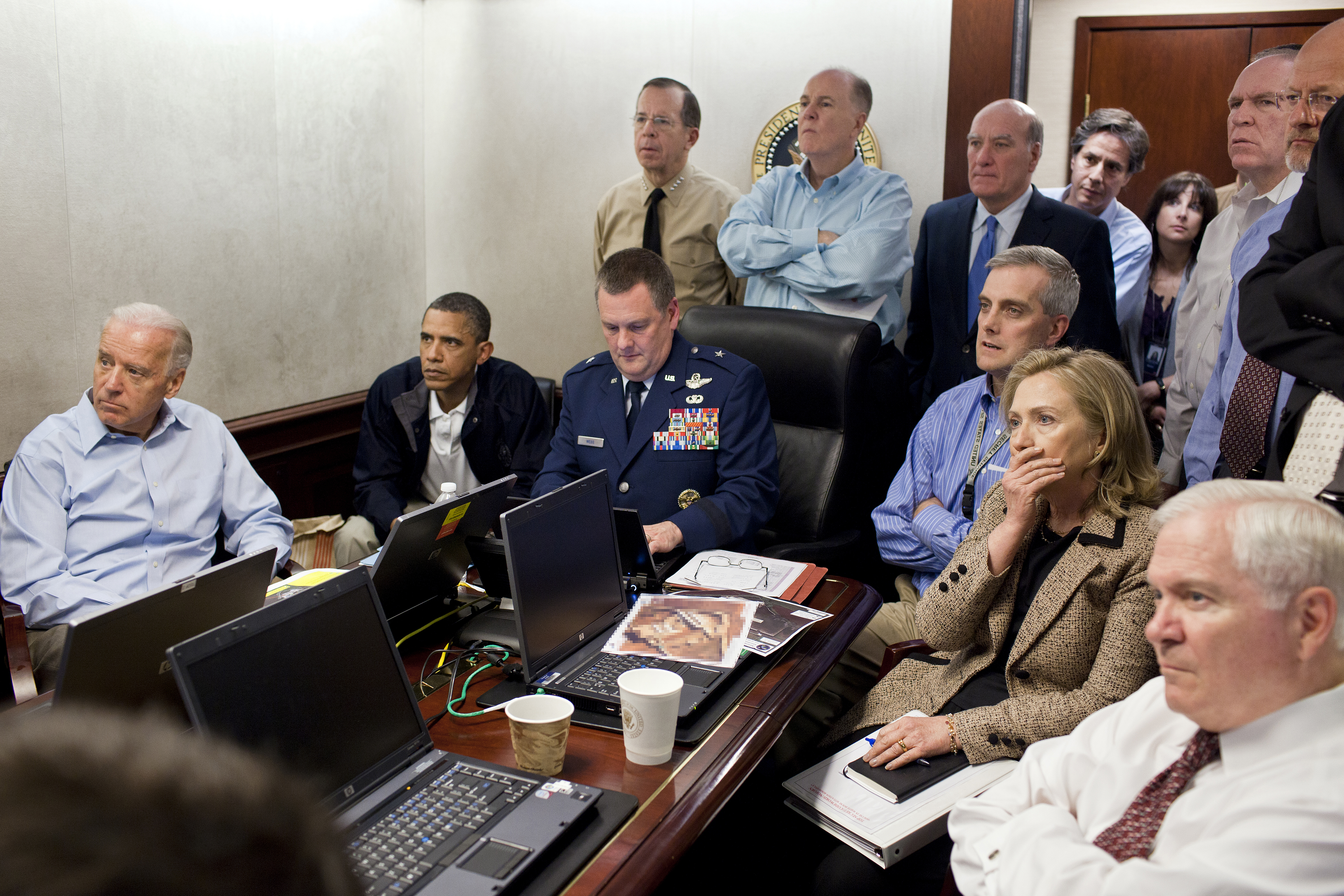
Biden, Obama và đội ngũ an ninh quốc gia tập trung tại phòng Tình huống của Nhà Trắng để giám sát chiến dịch tiêu diệt Osama bin Laden của Mỹ.

Cuối tháng 4 năm 2009, khi nhận được một câu hỏi vào thời điểm dịch cúm lợn vừa bùng phát, Biden đã trả lời rằng ông sẽ khuyến cáo các thành viên trong gia đình mình không nên di chuyển bằng máy bay và tàu điện ngầm. Câu trả lời này không phù hợp với lập trường của chính quyền Obama và nhanh chóng được Nhà Trắng rút lại. Vụ việc này đã dấy lên lại tai tiếng về việc nói hớ của Biden. Ngày 23 tháng 3 năm 2010, Biden nói với Obama rằng việc Tổng thống ký Đạo luật Bảo vệ Bệnh nhân và Chăm sóc Sức khỏe Hợp túi tiền là một "sự kiện trọng đại". Mặc dù có tính cách khác biệt, Obama và Biden đã xây dựng được tình bạn với nhau.
Theo các thành viên của chính quyền Obama, vai trò của Biden trong Nhà Trắng là buộc người khác phải bảo vệ quan điểm của mình. Obama đã nói, "Điều tuyệt vời nhất về Joe là ông thực sự khiến người khác phải suy nghĩ và bảo vệ quan điểm của mình, và nhìn nhận mọi thứ từ tất cả góc độ, và điều đó rất giá trị đối với tôi." Ngày 11 tháng 6 năm 2010, Biden đại diện cho nước Mỹ tại lễ khai mạc World Cup.
Biden vận động tranh cử rất tích cực cho các ứng cử viên Đảng Dân chủ trong cuộc bầu cử giữa nhiệm kỳ năm 2010. Sau khi ông nhận được sự ủng hộ của Đảng Cộng hòa trong cuộc bầu cử và sau sự ra đi của Chánh văn phòng Nhà Trắng Rahm Emanuel, các mối quan hệ trước đây của Biden với các thành viên Đảng Cộng hòa trong Quốc hội trở nên quan trọng hơn. Tháng 3 năm 2011, Obama bổ nhiệm Biden điều hành việc đàm phán giữa Quốc hội và Nhà Trắng nhằm giải quyết vấn đề ngân sách liên bang và tránh để chính phủ phải đóng cửa. Đến tháng 5 năm 2011, một "ủy ban Biden" bao gồm sáu đại biểu Quốc hội chịu trách nhiệm đạt được một thỏa thuận giữa hai đảng về việc tăng trần nợ công, một phần của kế hoạch giảm thất thu ngân sách nhà nước. Mối quan hệ giữa Biden và Mitch McConnell là một nhân tố quyết định trong việc phá vỡ sự bế tắc và mang lại một thỏa thuận để giải quyết cuộc khủng hoảng trần nợ công, mà cụ thể là đạo luật Kiểm soát Ngân sách năm 2011. Một nhân viên Nhà Trắng của Đảng Cộng hòa cho biết, "Biden là người duy nhất thực sự có khả năng đàm phán, và [McConnell] biết mình có thể tin lời Biden. Ông là mấu chốt của thỏa thuận."
Theo một số nguồn tin, Biden phản đối việc tiến hành chiến dịch tiêu diệt Osama bin Laden của Mỹ vào tháng 5 năm 2011. Ông là người đầu tiên thông báo với các lãnh đạo của Quốc hội về sự thành công của chiến dịch.

### Tái tranh cử
Tháng 10 năm 2010, Biden cho biết Obama đã mời ông tiếp tục đồng tranh cử cùng mình trong cuộc bầu cử Tổng thống năm 2012, nhưng vì tỷ lệ ủng hộ của Obama đang trên đà suy giảm, Chánh văn phòng Nhà Trắng William M. Daley đã tiến hành một số cuộc thăm dò và phỏng vấn nhóm một cách bí mật vào cuối năm 2011 về việc thay thế Biden bằng Hillary Clinton. Ý tưởng này bị loại bỏ khi kết quả cho thấy làm như vậy sẽ không mang lại lợi ích gì đáng kể cho Obama, và sau này các nhân viên Nhà Trắng cho biết Obama chưa bao giờ nghĩ đến việc đó.
Tháng 5 năm 2012, một bình luận của Biden rằng ông "hoàn toàn thoải mái" với hôn nhân đồng giới đã gây khá nhiều chú ý từ công chúng, mà cụ thể là khi so sánh với lập trường được miêu tả là "đang dần thay đổi" của Obama. Biden đưa ra bình luận này mà không có sự đồng ý của chính quyền, khiến Obama và các phụ tá không hài lòng, bởi Obama đã lên kế hoạch thay đổi lập trường của mình về vấn đề này trong vài tháng nữa khi Đại hội Đảng Dân chủ đến gần, và trước đó chính Biden từng khuyến cáo Tổng thống tránh nhắc đến vấn đề này để không xúc phạm đến các cử tri Công giáo. Các nhà hoạt động vì quyền của người đồng tính dành rất nhiều quan tâm tới bình luận của Biden, và vài ngày sau, Obama tuyên bố ông cũng ủng hộ hôn nhân đồng giới, một phần vì bị bình luận bất ngờ của Biden ép buộc. Biden đã xin lỗi riêng với Obama vì việc này, tuy nhiên Obama vẫn công nhận rằng Biden đã làm việc đó vì lương tâm của mình. Vụ việc này cho thấy Biden vẫn gặp vấn đề với việc giữ kỷ luật về thông điệp, như tờ Time đã viết, "Ai cũng biết thế mạnh lớn nhất của Biden cũng chính là điểm yếu lớn nhất của ông ấy." Quan hệ giữa hai chiến dịch càng trở nên căng thẳng khi Biden dường như đã dùng chức vị của mình để thu thập các mối quan hệ gây quỹ nhằm chuẩn bị cho trường hợp ông sẽ tranh cử vào năm 2016, và cuối cùng ông bị loại ra khỏi các cuộc họp chiến lược cho chiến dịch của Obama.

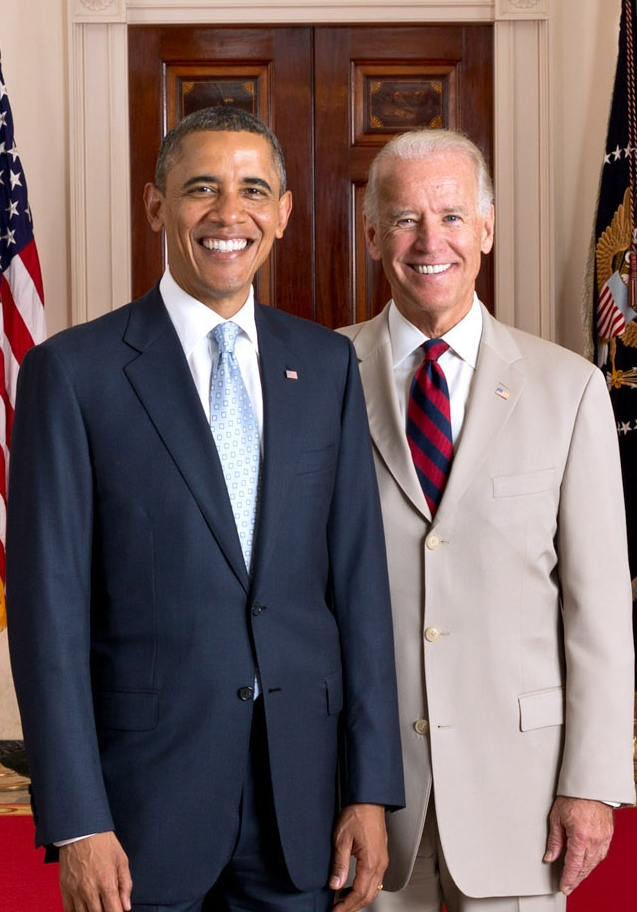
Biden bên cạnh Tổng thống Barack Obama, tháng 7 năm 2012

Tuy vậy chiến dịch của Obama vẫn coi trọng Biden vì khả năng kết nối với người lao động chân tay cũng như các cử tri ở khu vực nông thôn của ông, và ông đã xuất hiện rất thường xuyên ở các bang rung lắc khi chiến dịch tái tranh cử của Obama thực sự khởi động vào mùa xuân năm 2012. Tháng 8 năm 2012, trước những khán giả có chủng tộc khác nhau, Biden đã bình luận rằng đề xuất giảm thiểu kiểm soát phố Wall của Đảng Cộng hòa sẽ khiến họ "quay trở lại làm nô lệ". Bình luận này một lần nữa dẫn đến sự phân tích về năng lực vận động tranh cử trực tiếp so với thói quen đi chệch hướng của Biden. Los Angeles Times đã viết, "Hầu hết ứng cử viên đều phát biểu, khiến các phóng viên và khán giả phải buồn ngủ. Nhưng bất kỳ bài phát biểu nào của Biden cũng có thể có một vài khoảng khắc làm những người phụ trách truyền thông, và khiến các phóng viên phải nhìn nhau trong thích thú lẫn bối rối." Theo Tạp chí Time, Biden thường đi quá xa và "không chỉ có sự kết hợp giữa tham lam và tự tin thái quá thường thấy ở Washington, mà bộ não của Biden vượt quá giới hạn bông đùa thông thường."
Biden chính thức được đề cử Phó Tổng thống thêm một nhiệm kỳ tại Đại hội Đảng Dân chủ năm 2012 ở Charlotte, North Carolina. Ông đối đầu với ứng cử viên của Đảng Cộng hòa, Nghị sĩ Paul Ryan, trong cuộc tranh luận diễn ra vào ngày 11 tháng 10 ở Danville, Kentucky. Tại đây ông bảo vệ chính quyền Obama một cách quyết liệt và công kích mạnh mẽ đối thủ của mình nhằm nỗ lực giành lại đà mà Obama đã đánh mất sau cuộc tranh luận với ứng cử viên Tổng thống của Đảng Cộng hòa Mitt Romney một tuần trước.
Ngày 6 tháng 11 năm 2012, Obama và Biden đắc cử nhiệm kỳ thứ hai. Hai người nhận được 332 phiếu đại cử tri so với 206 phiếu dành cho Romney–Ryan, và chiếm 51% tổng số phiếu của cử tri toàn quốc.

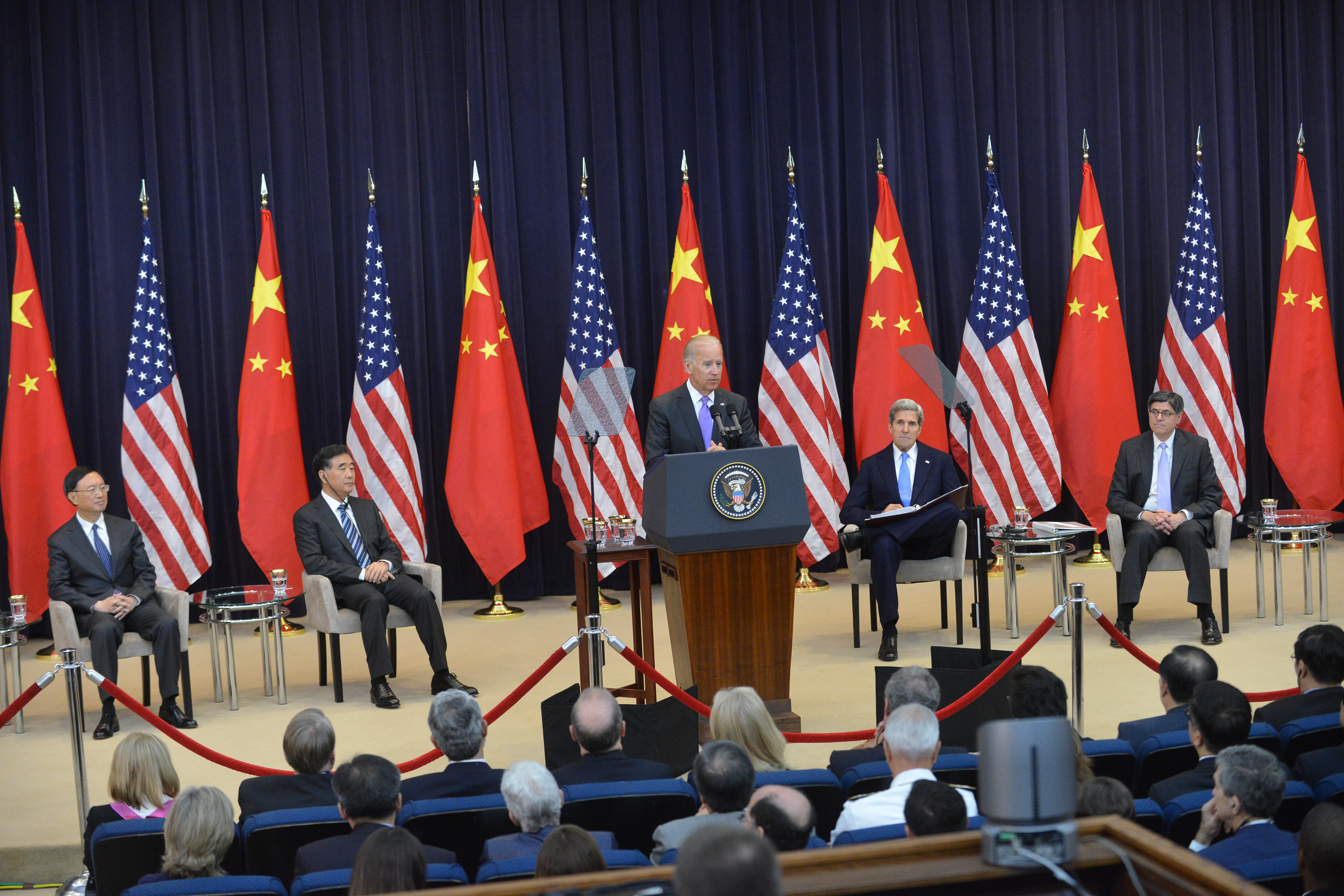
Biden phát biểu tại Đối thoại Chiến lược và Kinh tế Mỹ–Trung ở Washington, D.C., tháng 7 năm 2013.

Tháng 12 năm 2012, Obama bổ nhiệm Biden điều hành Đơn vị Tác chiến Bạo lực Súng đạn, được thành lập nhằm giải quyết những nguyên nhân dẫn đến tình trạng Bạo lực súng đạn ở Mỹ sau vụ thảm sát Trường tiểu học Sandy Hook. Cuối tháng 12, trong những ngày cuối cùng trước khi Mỹ rơi khỏi "bờ vực tài chính", mối quan hệ giữa Biden và McConnell một lần nữa đóng vai trò quan trọng khi hai người đạt được một thỏa thuận dẫn đến việc Đạo luật Giảm thuế năm 2012 được thông qua vào đầu năm 2013. Đạo luật đã khiến nhiều mức giảm thuế do chính quyền Tổng thống Bush đưa ra trở nên cố định, nhưng đã tăng mức thuế đối với các mức thu nhập cao.

## Chiến dịch tranh cử Tổng thống năm 2020

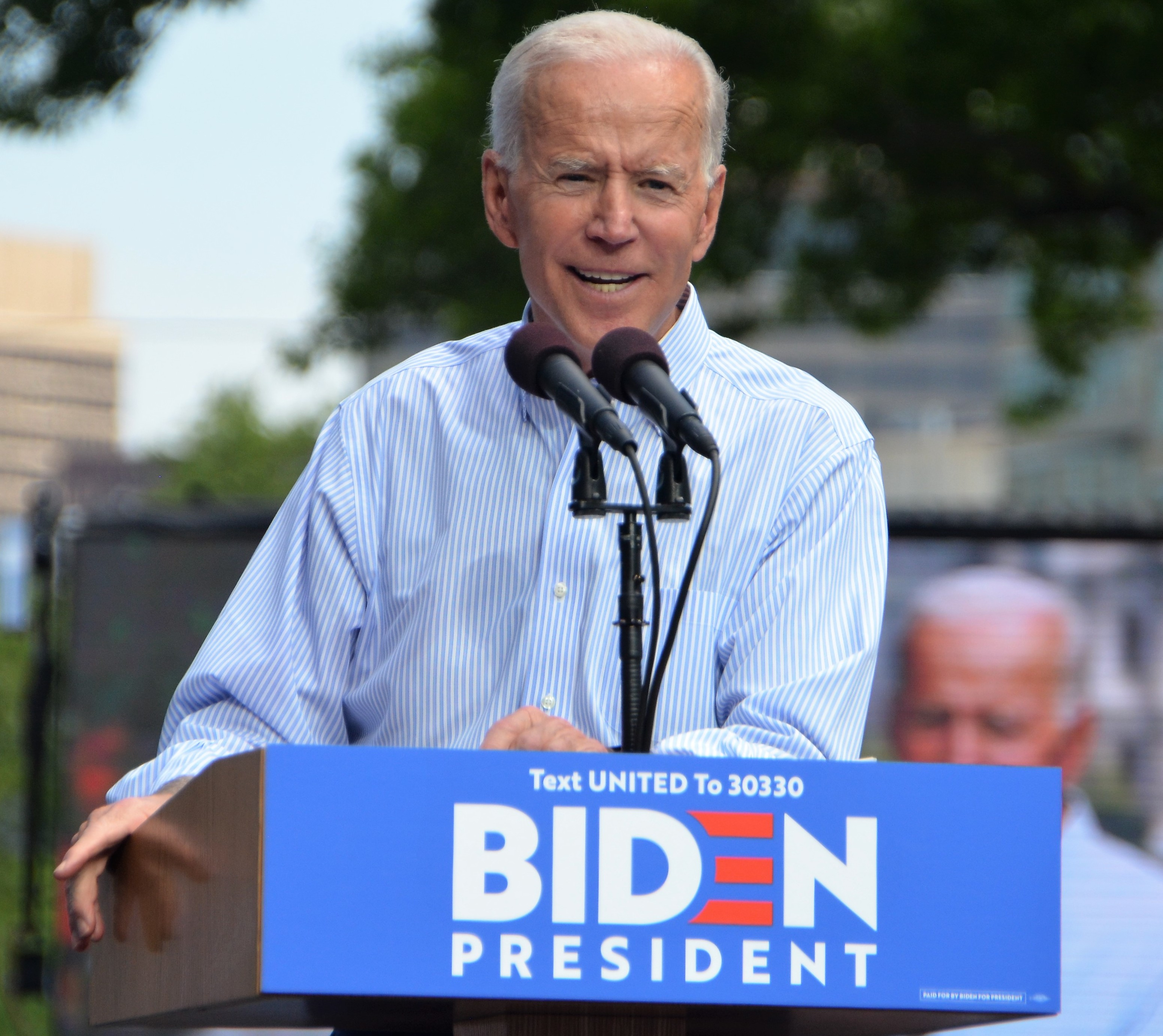
Biden tại một buổi vận động tranh cử ở Philadelphia, tháng 5 năm 2019

### Suy đoán và công bố
Từ năm 2016 đến năm 2019, giới truyền thông thường xuyên đánh giá Biden là một ứng cử viên thích hợp cho cuộc bầu cử tổng thống năm 2020. Khi được hỏi có tranh cử hay không, ông đã đưa ra các câu trả lời mơ hồ như "không bao giờ nói không thể." Ông từng cho biết không có khả năng mình sẽ tranh cử, nhưng ít ngày sau ông lại nói, "Tôi sẽ tranh cử nếu còn đi lại được." Một ủy ban hành động chính trị với tên gọi Time for Biden được thành lập vào tháng 1 năm 2018 với mục tiêu ủng hộ Biden tranh cử tổng thống.
Biden cho biết ông sẽ quyết định có tranh cử hay không vào tháng 1 năm 2019, nhưng đã không đưa ra tuyên bố nào vào khoảng thời gian đó. Theo bạn bè của ông, Biden đã rất gần với quyết định có tham gia, nhưng vẫn cảm thấy lo ngại về ảnh hưởng của một cuộc tranh cử tổng thống nữa đối với gia đình và danh tiếng của mình, những khó khăn của việc gây quỹ, cũng như quan điểm của công chúng về tuổi và lập trường tương đối trung dung của ông. Tuy nhiên, ông cảm thấy cần phải tranh cử vì "tinh thần nghĩa vụ", sự bất bình với chính quyền Trump, sự thiếu kinh nghiệm về chính sách đội ngoại của các ứng cử viên khác của Đảng Dân chủ, cũng như mong muốn xây dựng sự "tiến bộ mang tính cầu nối" cho đảng này. Ông bắt đầu chiến dịch của mình vào ngày 25 tháng 4 năm 2019, và chọn Philadelphia, Pennsylvania làm trụ sở của chiến dịch.

### Chiến dịch

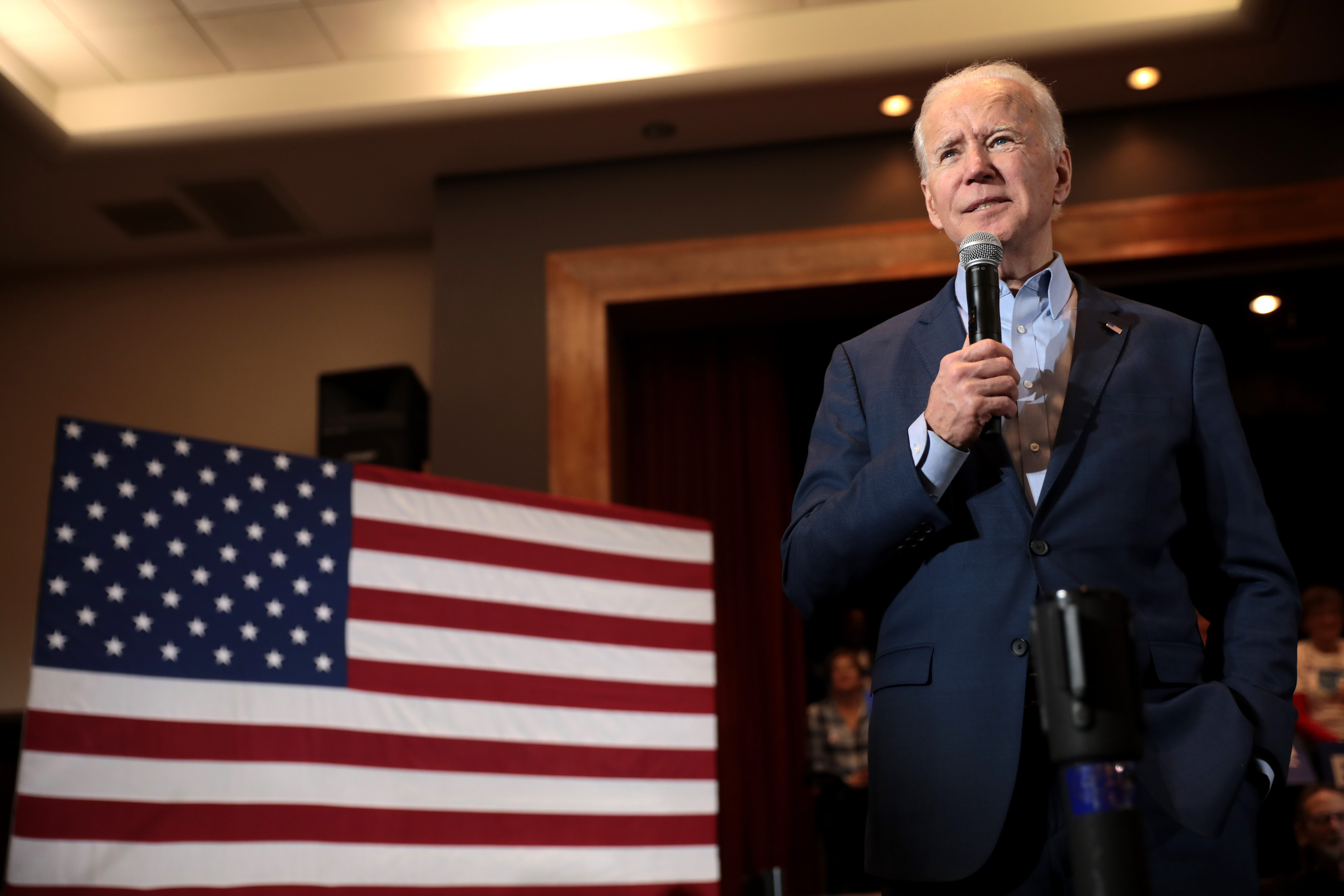
Biden tại Henderson, Nevada, tháng 2 năm 2020

Ngày 15 tháng 7 năm 2019, tổ chức phi lợi nhuận Biden Cancer Initiative thông báo sẽ ngừng hoạt động. Biden và vợ ông đã rời khỏi ban lãnh đạo của tổ chức từ tháng 4 để đảm bảo tính minh bạch cho chiến dịch tranh cử tổng thống của ông.
Tháng 9 năm 2019, xuất hiện thông tin tổng thống Trump đã gây áp lực để khiến tổng thống Ukraina Volodymyr Zelensky điều tra các sai phạm của Biden và con trai Hunter Biden. Tuy nhiên, tính đến tháng 9 năm 2019, không hề có bằng chứng nào cho những sai phạm mà hai cha con Biden bị cáo buộc. Việc này được giới truyền thông cho rằng có mục đích làm tổn hại đến khả năng đắc cử của Biden, và đã dẫn đến một vụ bê bối chính trị cũng như hành động luận tội Trump của Hạ viện Hoa Kỳ.
Bắt đầu từ năm 2019, tổng thống Trump và các đồng minh cáo buộc một cách sai lầm rằng Biden đã khiến công tố viên Ukraina Viktor Shokin bị cách chức vì Shokin đang tiến hành điều tra Burisma Holdings, nơi Hunter Biden làm việc. Biden bị cáo buộc chiếm đoạt 1 tỉ đô-la Mỹ tiền viện trợ của Ukraina. Trên thực tế, năm 2015, Biden - Phó Tổng thống lúc bấy giờ - đã buộc Nghị viên Ukraina cách chức Shokin bởi Hoa Kỳ, liên minh châu Âu và các tổ chức quốc tế khác cho rằng Shokin tham nhũng và không hiệu quả, mà cụ thể là thiếu cương quyết trong việc điều tra Burisma. Việc giữ lại 1 tỉ đô-la Mỹ tiền việt trợ là một phần của chính sách này.
Trong suốt năm 2019, Biden nhìn chung luôn dẫn đầu trong các cuộc thăm dò toàn quốc và được xem là ứng cử viên hàng đầu trong các cuộc bầu cử tổng thống sơ bộ của Đảng Dân chủ. Mặc dù vậy, ông đã xếp thứ tư trong cuộc họp đảng năm 2020 tại Iowa, và 5 ngày sau đó thì xếp thứ năm trong cuộc bầu cử sơ bộ ở New Hampshire. Ông đạt thành tích tốt hơn trong cuộc họp đảng ở Nevada nhưng vẫn bị dẫn trước bởi Bernie Sanders. Sau khi kêu gọi sự ủng hộ của các cử tri da đen trong chiến dịch tranh cử của mình cũng như tại cuộc tranh luận ở South Carolina, Biden đã vượt lên dẫn đầu trong cuộc bầu cử sơ bộ ở South Carolina. Sau khi các ứng cử viên Pete Buttigieg và Amy Klobuchar rút khỏi cuộc đua và lên tiếng ủng hộ Biden, ông đã vươn lên trong các cuộc bầu cử sơ bộ vào Siêu thứ Ba. Biden giành chiến thắng trong 18 trên 26 cuộc bầu cử tiếp theo, trong đó có Alabama, Arkansas, Maine, Massachusetts, Minnesota, North Carolina, Oklahoma, Tennessee, Texas và Virginia, và vươn lên dẫn đầu cuộc đua. Elizabeth Warren và Mike Bloomberg ngừng tranh cử sau đó không lâu, và Biden tiếp tục nới rộng khoảng cách dẫn đầu khi giành chiến thắng trước Sanders ở bốn bang (Idaho, Michigan, Mississippi và Missouri) vào ngày 10 tháng 3.
Sau khi chiến dịch tranh cử của Sanders chấm dứt vào tháng 8 tháng 4 năm 2020, Biden được xem là đã nắm chắc vị trí ứng cử viên tổng thống của Đảng Dân chủ. Ngày 13 tháng 4, Sanders lên tiếng ủng hộ Biden trong một cuộc thảo luận được phát trực tiếp từ tư gia của họ. Cựu tổng thống Barack Obama cũng lên tiếng ủng hộ Biden vào ngày hôm sau. Tháng 3 năm 2020, Biden cam kết sẽ chọn một nữ chính khách làm ứng cử viên Phó Tổng thống cùng tranh cử với mình. Tháng 6, Biden đạt số đại biểu cần thiết là 1.991 để đảm bảo ông sẽ trở thành ứng cử viên tổng thống của Đảng Dân chủ. Ngày 11 tháng 8, ông công bố Thượng Nghị sĩ Kamala Harris của California là ứng cử viên đồng tranh cử của mình.
Vào ngày 18 tháng 8 năm 2020, Biden chính thức được đề cử tại Đại hội toàn quốc đảng Dân chủ năm 2020 với tư cách là ứng cử viên Đảng Dân chủ cho chức tổng thống trong cuộc bầu cử năm 2020.

### Cáo buộc về tiếp xúc thân thể không phù hợp
Biden đã bị cáo buộc có hành vi tiếp xúc không phù hợp với phụ nữ tại các sự kiện công cộng, chẳng hạn như ôm, hôn, giữ người hoặc đặt tay lên vai họ. Ông đã tự mô tả mình là một "chính trị gia nhạy bén" và thừa nhận hành vi này đã gây ra rắc rối cho mình trong quá khứ.
Vào tháng 3 năm 2019, cựu nữ hội viên Nevada, Lucy Flores, cáo buộc rằng Biden đã chạm vào cô mà không có sự đồng ý của cô tại một cuộc biểu tình vận động tranh cử năm 2014 ở Las Vegas. Trong một bài báo, Flores viết rằng Biden đã đi tới phía sau cô, đặt tay lên vai cô, ngửi tóc cô và hôn vào sau đầu cô, nói thêm rằng cách Biden chạm vào cô là "một cách thân mật dành riêng cho sự gần gũi. bạn bè, gia đình hoặc đối tác lãng mạn — và tôi cảm thấy bất lực không kịp phản ứng gì. "  Người phát ngôn của Biden cho biết Biden không nhớ lại hành vi được mô tả. Hai ngày sau, Amy Lappos, cựu trợ lý quốc hội của Jim Himes, cho biết Biden đã chạm vào cô theo cách phi tình dục nhưng không phù hợp bằng cách ôm đầu xoa mũi cô tại một buổi gây quỹ chính trị ở Greenwich năm 2009. Ngày hôm sau, thêm hai phụ nữ nữa đưa ra cáo buộc về hành vi không phù hợp. Caitlin Caruso cho biết Biden đặt tay lên đùi cô, còn DJ Hill cho biết Biden lướt tay từ vai xuống lưng cô. Vào đầu tháng 4 năm 2019, ba phụ nữ nói với The Washington Post Biden đã chạm vào họ theo cách khiến họ cảm thấy khó chịu. Vào tháng 4 năm 2019, cựu nhân viên của Biden, Tara Reade cho biết cô đã cảm thấy không thoải mái nhiều lần khi Biden chạm vào vai và cổ của cô trong thời gian làm việc tại văn phòng Thượng viện của ông vào năm 1993. Vào tháng 3 năm 2020, Reade cáo buộc Biden về một vụ tấn công tình dục năm 1993. Biden và chiến dịch của ông đã kịch liệt phủ nhận cáo buộc này.
Biden xin lỗi vì không hiểu cách mọi người phản ứng với hành động của mình, nhưng ông nói rằng ý định của ông là tử tế. Ông tiếp tục nói rằng sẽ không xin lỗi về bất cứ điều gì ông đã từng làm, điều này khiến các nhà phê bình cáo buộc rằng Biden đã gửi đi một thông điệp không rõ ràng.

## Nhiệm kỳ Tổng thống (2021–2025)

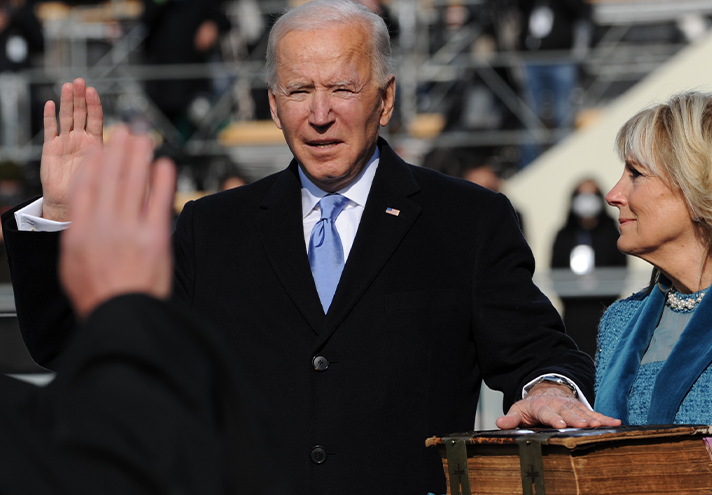
Biden tuyên thệ nhậm chức Tổng thống dưới sự điều hành của Chánh án John G. Roberts Jr. tại Điện Capitol vào ngày 20 tháng 1 năm 2021

### Nhậm chức
Biden nhậm chức tổng thống thứ 46 của Hoa Kỳ vào ngày 20 tháng 1 năm 2021. Ở tuổi 78, ông là người lớn tuổi nhất đảm nhiệm chức vụ này. Ông là tổng thống Công giáo thứ hai (sau John F. Kennedy) và là tổng thống đầu tiên đến từ Delaware. Ông cũng là người đầu tiên kể từ George H. W. Bush vừa là phó tổng thống vừa là tổng thống, và là phó tổng thống không đương nhiệm thứ hai (sau Richard Nixon năm 1968) được bầu làm tổng thống. Ông còn là tổng thống đầu tiên sinh ra trong Thế hệ im lặng.
Lễ nhậm chức của Biden "không giống như bất kỳ lễ nhậm chức nào trước đây" do các biện pháp phòng ngừa COVID-19 cũng như những biện pháp thắt chặt an ninh được tăng cường do mối đe dọa về tình trạng bất ổn dân sự lan rộng. Biden tuyên thệ và đọc diễn văn nhậm chức ở bậc tam cấp trước cửa phía Tây Điện Capitol, nhưng không có khán giả tham dự trên Mall và cũng không có cuộc diễu hành hoặc buổi dạ tiệc nhậm chức nào. Trump đã không tham dự, trở thành tổng thống mãn nhiệm đầu tiên kể từ năm 1869 không tham dự lễ nhậm chức của người kế nhiệm.

### 100 ngày đầu tiên
Trong hai ngày đầu tiên trên cương vị người đứng đầu Nhà Trắng, Biden đã ký 17 lệnh hành pháp, nhiều hơn so với hầu hết các vị tổng thống gần đây nhất đã làm trong 100 ngày đầu tiên của họ. Vào ngày thứ ba, các mệnh lệnh của ông bao gồm việc tái gia nhập Thỏa thuận chung Paris, chấm dứt tình trạng khẩn cấp quốc gia ở biên giới với Mexico, chỉ đạo chính phủ tái gia nhập Tổ chức Y tế Thế giới, yêu cầu bắt buộc đeo khẩu trang ở các tiểu bang, những biện pháp chống nạn đói ở Hoa Kỳ, và thu hồi giấy phép xây dựng đường ống Keystone XL. Trong hai tuần đầu tiên cầm quyền, Biden đã ký nhiều lệnh hành pháp hơn bất kỳ vị tổng thống nào khác kể từ khi Franklin D. Roosevelt làm được điều này trong tháng đầu tiên nắm quyền.
Vào ngày 4 tháng 2 năm 2021, chính quyền Biden thông báo rằng Hoa Kỳ chấm dứt hỗ trợ cho chiến dịch ném bom do Ả Rập Xê-út dẫn đầu vào Yemen. Trong chuyến thăm đầu tiên tới Bộ Ngoại giao với vai trò tổng thống, Biden nói rằng "cuộc chiến này phải kết thúc" và cuộc xung đột đã tạo ra một "thảm họa về nhân đạo và chiến lược." Vào ngày 25 tháng 2, chính quyền Biden đã "tấn công một địa điểm ở Syria được cho là đã bị chiếm đóng bởi hai nhóm dân quân vũ trang do Iran hậu thuẫn để đáp trả liên tiếp các cuộc tấn công bằng tên lửa vào lực lượng Mỹ." Điều này đánh dấu hành động quân sự đầu tiên dưới thời Biden.

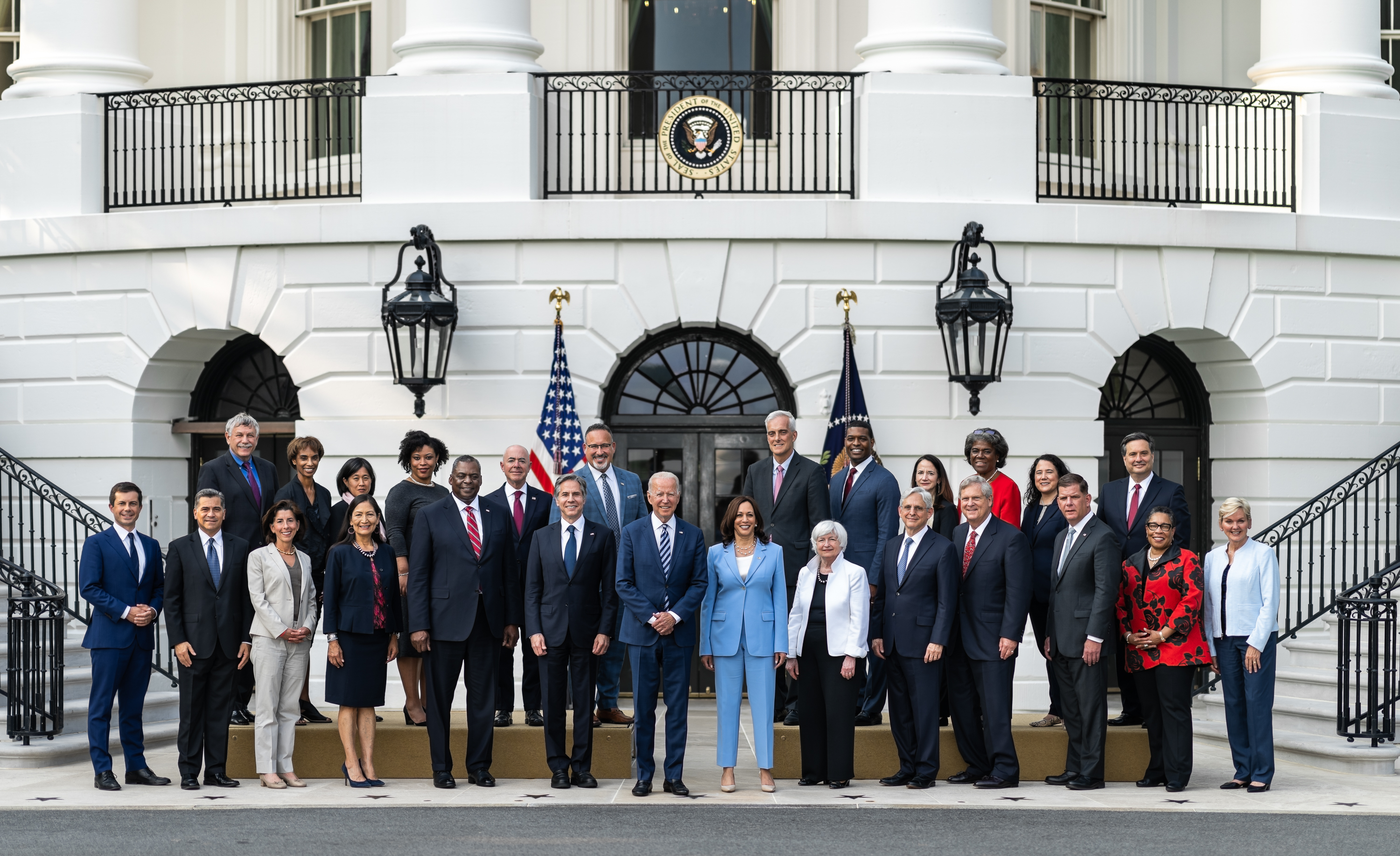
Biden với Nội các của mình, tháng 7 năm 2021

Vào ngày 11 tháng 3, tròn một năm  Tổ chức Y tế Thế giới tuyên bố COVID-19 là đại dịch toàn cầu, Biden đã ký ban hành Đạo luật Kế hoạch Giải cứu Hoa Kỳ 2021, một gói kích thích kinh tế trị giá 1,9 nghìn tỷ USD mà ông đề xuất và vận động hành lang nhằm tăng tốc độ phục hồi của Hoa Kỳ khỏi những tác động tiêu cực về kinh tế và sức khỏe do đại dịch COVID-19 và cuộc suy thoái đang diễn ra. Gói này bao gồm những khoản thanh toán trực tiếp cho hầu hết người Mỹ, gia tăng trợ cấp thất nghiệp, quỹ phân phối vắc xin và mở cửa trường học trở lại, hỗ trợ cho các doanh nghiệp nhỏ, chính quyền liên bang và địa phương, mở rộng trợ cấp bảo hiểm y tế và thuế trẻ em. Đề xuất ban đầu của Biden bao gồm việc tăng mức lương tối thiểu liên bang lên 15 đô la/giờ, nhưng sau khi Thượng nghị sĩ Elizabeth MacDonough quả quyết rằng việc tăng lương nói trên, bao gồm cả việc tăng dự luật hòa giải ngân sách sẽ vi phạm các điều lệ của Thượng viện, đảng Dân chủ đã từ chối theo đuổi việc phê chuẩn mức tăng đó và loại bỏ nó ra khỏi gói kích thích.
Cũng trong tháng 3, trong bối cảnh người di cư từ Mexico vào Mỹ gia tăng, Biden đã nói với những người di cư rằng: "Đừng tới [Mỹ] nữa." Ông nói rằng Hoa Kỳ đang sắp xếp một kế hoạch để những người tản cư "xin tị nạn [vào Mỹ] tại chỗ", mà không cần phải rời khỏi nơi định cư ban đầu. Trong lúc ấy, những người nhập cư trưởng thành "sẽ bị trả lại", theo lời Biden, liên quan đến việc tiếp tục thi hành sắc lệnh Tiêu đề 42 của chính quyền Trump về trục xuất nhanh chóng. Biden trước đó đã tuyên bố rằng chính quyền của ông sẽ không trục xuất trẻ em nhập cư mà không có người giám hộ; nhưng sự gia tăng của những đứa trẻ này vượt quá khả năng của các cơ sở tạm trú (trước khi chúng được gửi đến những nhà bảo trợ), khiến chính quyền Biden vào tháng 3 phải chỉ đạo Cơ quan Quản lý Khẩn cấp Liên bang trông nom giúp những đứa trẻ này.
Vào ngày 14 tháng 4, Biden tuyên bố Mỹ sẽ hoãn việc rút toàn bộ quân đội khỏi cuộc chiến Afghanistan cho đến ngày 11 tháng 9, báo hiệu chấm dứt sự can thiệp quân sự trực tiếp của quốc gia này vào Afghanistan sau gần 20 năm. Vào tháng 2 năm 2020, chính quyền Trump đã đạt thỏa thuận với Taliban để rút hoàn toàn lực lượng Hoa Kỳ trước ngày 1 tháng 5 năm 2021. Quyết định của Biden đã vấp phải nhiều phản ứng trái chiều, từ ủng hộ cho đến lo sợ trước sự sụp đổ khó tránh khỏi đối với chính phủ Afghanistan mà không có Mỹ hỗ trợ. Vào ngày 22–23 tháng 4, Biden tổ chức hội nghị thượng đỉnh quốc tế về khí hậu, tại đây ông tuyên bố rằng Hoa Kỳ sẽ cắt giảm 50%–52% lượng phát thải khí nhà kính vào năm 2030 so với mức năm 2005. Các nước khác cũng tham gia cam kết. Nếu các cam kết đưa ra tại hội nghị này được đáp ứng, chúng sẽ cắt giảm lượng khí thải gây hiệu ứng nhà kính toàn cầu xuống 2,6–3,7 GtCO2e vào năm 2030. Vào ngày 28 tháng 4, trước ngày thứ 100 trên cương vị tổng thống, Biden đã có bài phát biểu đầu tiên trước Quốc hội lưỡng viện, trong đó ông nhấn mạnh tính hiệu quả của vắc-xin COVID-19, giải quyết vấn đề rút quân khỏi Afghanistan, vụ sát hại George Floyd và bạo loạn Điện Capitol cũng như thúc giục Quốc hội thông qua cải cách toàn diện về nhập cư, súng đạn và chăm sóc sức khỏe.

### Những tháng còn lại của năm 2021

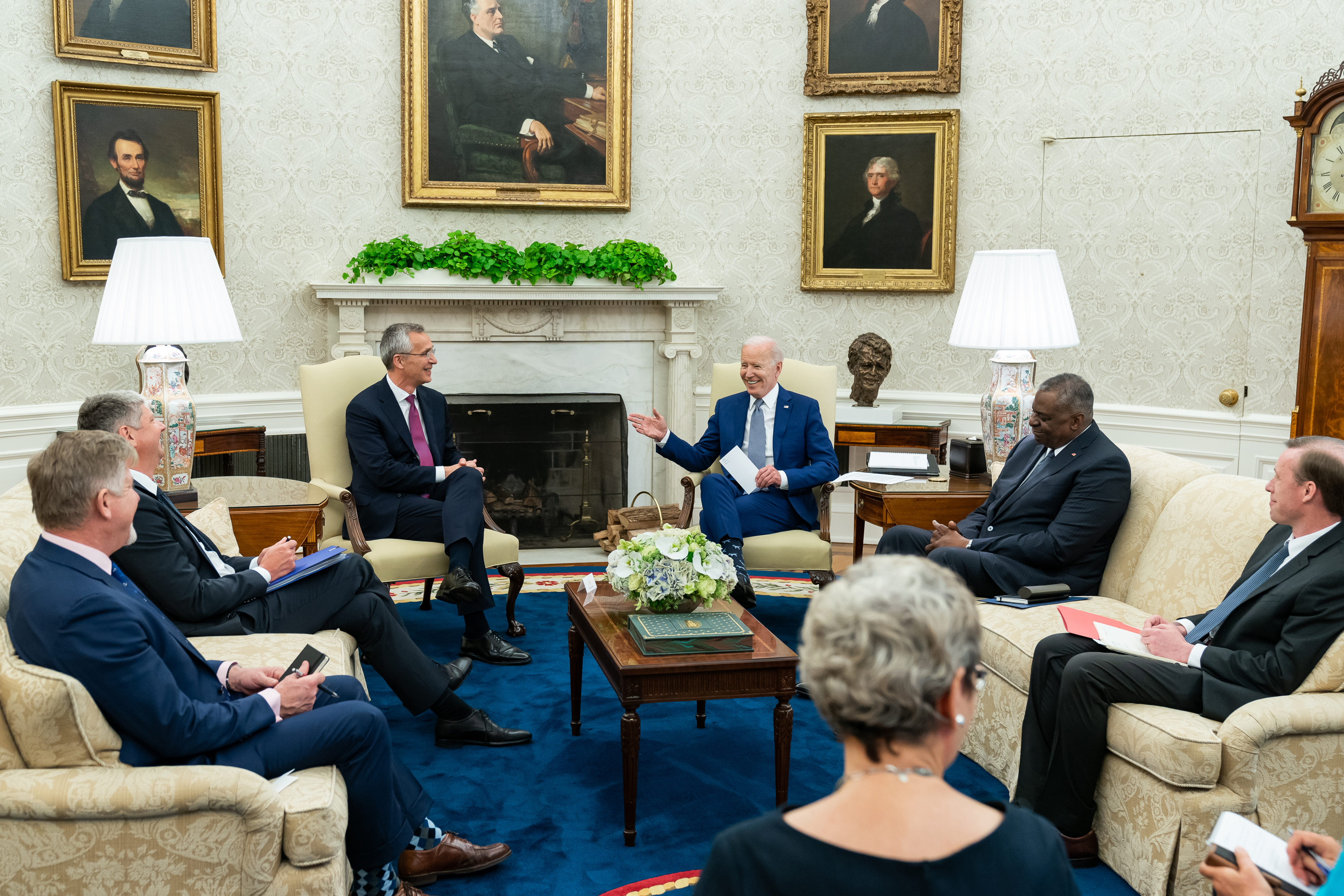
Biden gặp Tổng thư ký NATO Jens Stoltenberg tại Phòng Bầu dục, 7 tháng 6 năm 2021

Vào tháng 5 năm 2021, trong thời gian bùng nổ cuộc xung đột giữa Israel và Palestine, Biden đã bày tỏ sự ủng hộ của mình đối với Israel, nói rằng "đảng của tôi vẫn luôn ủng hộ Israel" trong bối cảnh một số đảng viên Dân chủ không đồng tình với ý kiến này. Vào tháng 6 năm 2021, Biden có chuyến công du nước ngoài đầu tiên trên cương vị tổng thống. Trong tám ngày, ông đã đến thăm Bỉ, Thụy Sĩ và Vương quốc Anh. Ông tham dự hội nghị thượng đỉnh G7, hội nghị thượng đỉnh NATO và hội nghị thượng đỉnh EU, đồng thời hội đàm trực tiếp với tổng thống Nga Vladimir Putin.
Vào ngày 17 tháng 6, Biden đã ký Đạo luật về Ngày Độc lập Quốc gia Juneteenth, chính thức tuyên bố Juneteenth là một ngày lễ liên bang. Juneteenth là ngày lễ liên bang mới đầu tiên kể từ khi Ngày Martin Luther King Jr. được tuyên bố là một ngày lễ vào năm 1986. Vào tháng 7 năm 2021, trong bối cảnh tỷ lệ tiêm chủng COVID-19 trong nước đang chậm lại và sự lây lan của biến thể Delta SARS-CoV-2, Biden nói rằng quốc gia này đang chứng kiến "một đại dịch dành cho những người chưa tiêm phòng" và vì đó, việc người Mỹ phải tiêm chủng là "điều cực kỳ quan trọng", đồng thời quảng bá về tính hiệu quả của vắc-xin trong việc chống lại các ca nhập viện và tử vong do COVID-19. Ông cũng chỉ trích sự phổ biến của những thông tin sai lệch về COVID-19 trên các phương tiện truyền thông xã hội, nói rằng nó là "sát nhân". Vào tháng 9 năm 2021, Biden công bố AUKUS, một hiệp ước an ninh giữa Úc, Vương quốc Anh và Hoa Kỳ, nhằm bảo đảm "hòa bình và ổn định lâu dài ở khu vực Ấn Độ Dương-Thái Bình Dương"; thỏa thuận này bao gồm việc cho phép Úc chế tạo và sử dụng các tàu ngầm chạy bằng năng lượng hạt nhân.
Đến cuối năm 2021, 40 thẩm phán đã được Biden xác nhận bổ nhiệm vào cơ quan tư pháp liên bang, nhiều hơn bất kỳ vị tổng thống nào khác trong năm đầu tiên nắm quyền kể từ Ronald Reagan. Biden còn thúc đẩy sự đa dạng trong các lựa chọn nhân sự ngành tư pháp của mình nhiều hơn bất kỳ vị tổng thống nào khác trong lịch sử Hoa Kỳ, với phần lớn những người được bổ nhiệm là phụ nữ và người da màu. Hầu hết các đợt bổ nhiệm của ông đều nằm tại bang xanh, vốn có khuynh hướng tự do, nên không tạo được nhiều ảnh hưởng đáng kể.
Theo cuộc thăm dò của Morning Consult, trong tám tháng đầu tiên của nhiệm kỳ tổng thống, tỷ lệ ủng hộ Biden vẫn đạt trên 50%. Vào tháng 8, nó bắt đầu giảm và rơi xuống mức thấp nhất vào tháng 12.  Sự suy giảm trong tỷ lệ ủng hộ Biden được cho là xuất phát từ việc rút quân khỏi Afghanistan, sự gia tăng số ca nhiễm biến thể Delta, lạm phát cao và giá khí đốt tăng, sự bất ổn trong nội bộ Đảng Dân chủ và sự suy giảm nói chung về thông lệ chính trị.
Biden nhậm chức 9 tháng sau khi nước Mỹ bắt đầu phục hồi từ cuộc suy thoái COVID-19 và trong năm đầu tại nhiệm của ông, nền kinh tế Mỹ đã có sự tăng trưởng mạnh mẽ về GDP thực tế, tỷ lệ người có việc làm, mức lương, và thị trường chứng khoán, trong khi lạm phát cũng tăng vọt. GDP thực tế tăng 5,7%, tốc độ tăng nhanh nhất trong vòng 37 năm. Trong khi việc làm được tạo ra với tốc độ kỷ lục, tỷ lệ thất nghiệp trong năm đó đã giảm xuống với tốc độ nhanh chưa từng thấy. Đến cuối năm 2021, tỷ lệ lạm phát đã đạt mức kỷ lục trong vòng 40 năm là 7,1%, song được bù lại một phần do mức lương tăng ở tốc độ nhanh nhất trong vòng hơn 20 năm. Trong những công việc có mức thu nhập thấp, mức độ tăng trưởng cũng đặc biệt cao.

#### Triệt thoái khỏi Afghanistan

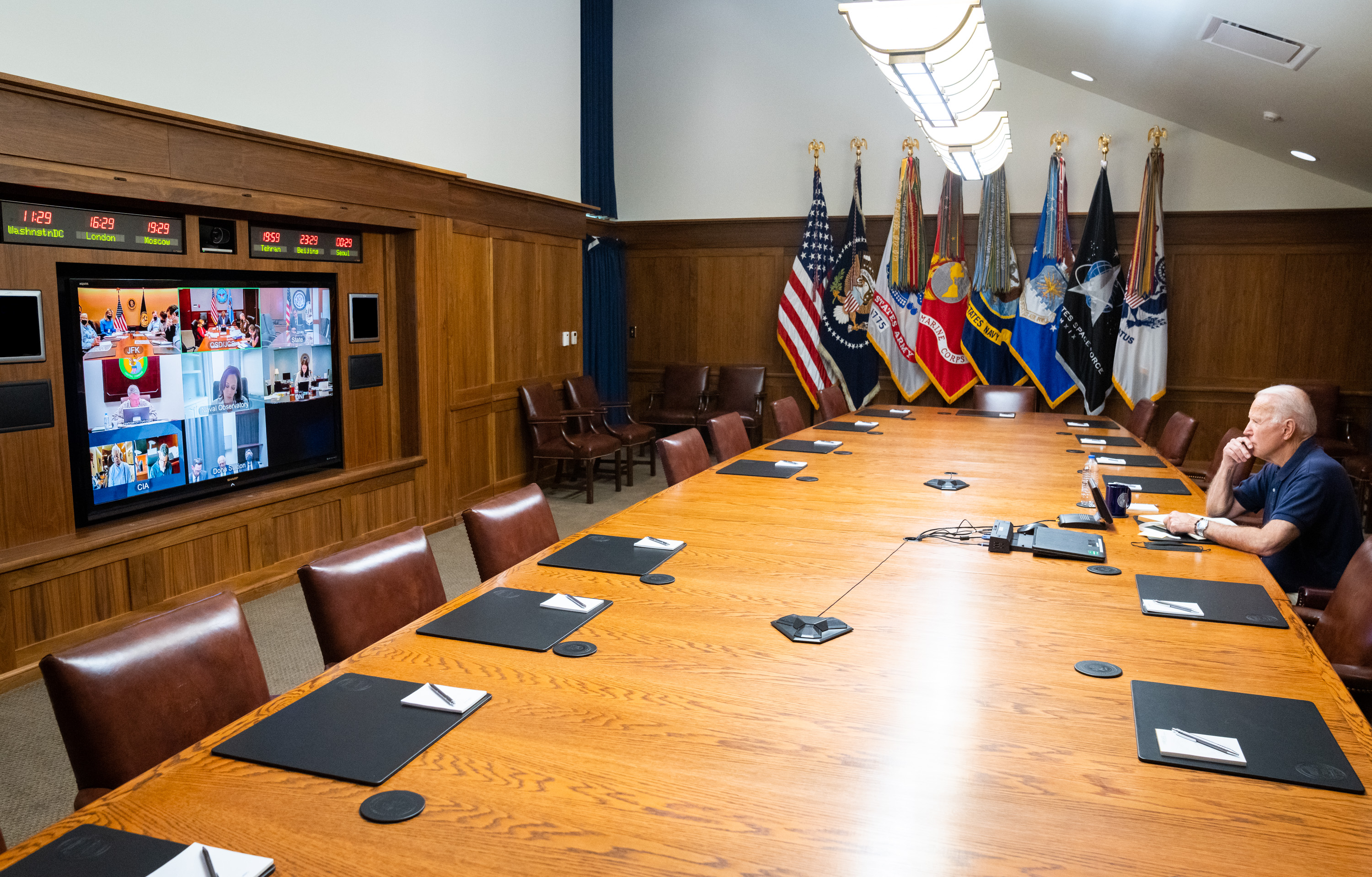
Tổng thống Biden trong một cuộc họp video với Phó Tổng thống Harris và nhóm An ninh Quốc gia Hoa Kỳ, thảo luận về sự thất thủ của Kabul vào ngày 15 tháng 8 năm 2021

Lực lượng quân sự Mỹ bắt đầu rút khỏi Afghanistan vào năm 2021, theo quy định của thỏa thuận giữa Mỹ và Taliban vào tháng 2 năm 2020. Đến tháng 4 năm 2021, Bộ Ngoại giao đã thúc giục thường dân Mỹ ở Afghanistan phải rời đi càng sớm càng tốt. Taliban bắt đầu cuộc tấn công vào ngày 1 tháng 5. Vào cuối tháng 7, các đánh giá của giới tình báo Mỹ cho rằng Kabul sẽ rơi vào tay Taliban vài tháng hoặc vài tuần sau khi lực lượng Mỹ rút khỏi Afghanistan. Đến đầu tháng 7, hầu hết quân Mỹ đều đã rút khỏi Afghanistan. Biden đã đề cập đến việc rút quân vào tháng 7, nói rằng, "Khả năng Taliban sẽ nắm quyền kiểm soát toàn bộ đất nước [Afghanistan] là rất khó xảy ra."
Vào ngày 15 tháng 8, chính phủ Afghanistan sụp đổ trước cuộc tấn công của Taliban và Tổng thống Afghanistan Ashraf Ghani đã rời khỏi đất nước. Biden đã phản ứng bằng việc ra lệnh cho 6.000 binh sĩ Mỹ hỗ trợ việc sơ tán nhân viên Mỹ và đồng minh Afghanistan. Ông bị chỉ trích về cách thức rút quân, với cáo buộc lập kế hoạch sơ tán người Mỹ và đồng minh Afghanistan không được tốt, và vì chính sự im lặng và vắng mặt của ông trong những ngày trước khi chính phủ Afghanistan sụp đổ.
Vào ngày 16 tháng 8, Biden đã có bài phát biểu về tình trạng "hỗn độn" này, ông tự nhận trách nhiệm về mình và thừa nhận rằng tình hình "diễn ra nhanh hơn chúng tôi dự đoán". Ông cũng bảo vệ quyết định rút quân của mình, nói rằng người Mỹ không nên "hi sinh trong một cuộc chiến mà các lực lượng Afghanistan không sẵn sàng chiến đấu cho chính họ."
Vào ngày 22 tháng 8, Biden nói chính quyền của ông biết rằng ISIS-K có thể là một "mối đe dọa". Vào ngày 26 tháng 8, một vụ đánh bom liều chết tại sân bay Kabul đã khiến 13 quân nhân Hoa Kỳ và 169 người Afghanistan thiệt mạng. Biden tuyên bố với những kẻ tấn công rằng Hoa Kỳ "sẽ truy lùng và bắt chúng phải trả giá". Vào ngày 27 tháng 8, một cuộc tấn công bằng máy bay không người lái của Mỹ đã tiêu diệt hai mục tiêu ISIS-K, mà theo một tướng lĩnh quân đội Hoa Kỳ là "những kẻ lên kế hoạch và hỗ trợ vụ đánh bom". Vào ngày 29 tháng 8, một cuộc tấn công khác bằng máy bay không người lái của Mỹ đã khiến 10 dân thường, trong đó có 7 trẻ em thiệt mạng; Bộ Quốc phòng ban đầu tuyên bố rằng cuộc tấn công được tiến hành nhằm vào một kẻ đánh bom liều chết của Nhà nước Hồi giáo đang đe dọa Sân bay Kabul, nhưng đã thừa nhận sai sót vào ngày 17 tháng 9 và đã lên tiếng xin lỗi.
Quân đội Hoa Kỳ rời khỏi Afghanistan vào ngày 30 tháng 8, Biden nói rằng nỗ lực sơ tán này là một "thành công phi thường", bằng việc di tản hơn 120.000 người Mỹ, Afghanistan và các nước đồng minh khác. Ông thừa nhận rằng có khoảng "100 đến 200" người Mỹ đã bị bỏ lại ở Afghanistan, mặc dù vào ngày 18 tháng 8 ông đã cam kết tất cả những người Mỹ tại quốc gia này đều được rời đi. Chính quyền Biden, cùng với chính phủ của gần 100 quốc gia khác, nói rằng Taliban đã đưa ra "lời bảo đảm" rằng những ai "có thẩm quyền đi lại tới [các] quốc gia này" sẽ vẫn tiếp tục được phép rời khỏi Afghanistan.

#### Cơ sở hạ tầng và khí hậu

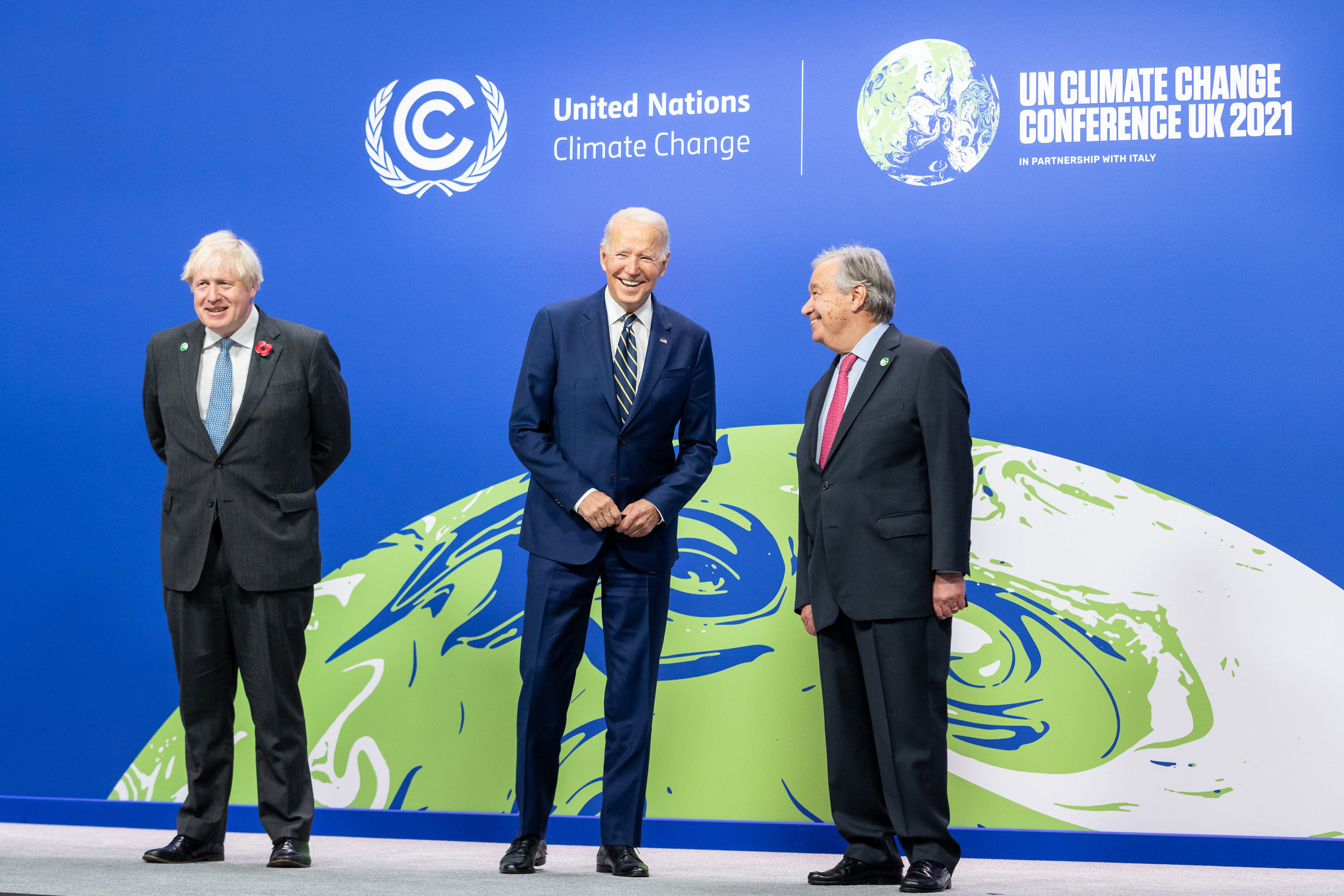
Biden, Thủ tướng Anh Boris Johnson và Tổng thư ký Liên hợp quốc António Guterres tại lễ khai mạc hội nghị thượng đỉnh về khí hậu COP26 ở Glasgow vào ngày 1 tháng 11 năm 2021

Nằm trong chương trình nghị sự Xây dựng lại Tốt hơn của Biden, vào cuối tháng 3 năm 2021, ông đã đề xuất Kế hoạch Việc làm của Mỹ, một gói cứu trợ trị giá 2 nghìn tỷ USD nhằm giải quyết các vấn đề bao gồm cơ sở hạ tầng giao thông, cơ sở hạ tầng tiện ích, cơ sở hạ tầng băng thông rộng, nhà ở, trường học, sản xuất, nghiên cứu và phát triển lực lượng lao động. Sau nhiều tháng đàm phán giữa Biden và các nhà lập pháp, vào tháng 8 năm 2021, Thượng viện đã thông qua dự luật cơ sở hạ tầng lưỡng đảng trị giá 1 nghìn tỷ đô la được gọi là Đạo luật Đầu tư Cơ sở hạ tầng và Việc làm; trong khi đó Hạ viện, cũng theo đường lối lưỡng đảng, đã thông qua dự luật vào đầu tháng 11 năm 2021, bao gồm cơ sở hạ tầng liên quan đến giao thông, tiện ích và băng thông rộng. Biden đã ký ban hành dự luật vào giữa tháng 11 năm 2021.
Điều cốt lõi khác của chương trình nghị sự Xây dựng lại Tốt hơn là Đạo luật Xây dựng lại Tốt hơn, một dự luật chi tiêu xã hội trị giá 3,5 nghìn tỷ đô la nhằm mở rộng mạng lưới an sinh xã hội và bao gồm các điều khoản chính về biến đổi khí hậu. Dự luật không nhận được sự ủng hộ của Đảng Cộng hòa, vì vậy Đảng Dân chủ đã cố gắng thông qua nó trong một cuộc bỏ phiếu giữa các đảng phái thông qua điều chỉnh ngân sách, nhưng đã gặp khó khăn để nhận được sự ủng hộ của Thượng nghị sĩ Joe Manchin, ngay cả khi đã hạ mức chi tiêu xuống còn 2,2 nghìn tỷ đô la. Manchin cuối cùng đã từ chối việc thông qua dự luật này.
Trước và trong thời gian diễn ra Hội nghị thượng đỉnh về biến đổi khí hậu của Liên Hợp Quốc năm 2021 (COP21), Biden tăng cường nỗ lực giải quyết vấn đề biến đổi khí hậu trong nước và quốc tế. Ông thúc đẩy một thỏa thuận rằng Hoa Kỳ và Liên minh Châu Âu sẽ phải cắt giảm một phần ba lượng khí thải mêtan vào năm 2030 và cố gắng kêu gọi thêm hàng chục quốc gia khác cùng tham gia vào nỗ lực này. Ông đã cố gắng thuyết phục Trung Quốc và Úc làm nhiều hơn nữa. Ông đã triệu tập Diễn đàn các nền kinh tế lớn trực tuyến về Năng lượng và Biến đổi khí hậu nhằm thúc giục các quốc gia khác củng cố chính sách khí hậu của đất nước họ. Biden cam kết tăng gấp đôi viện trợ khí hậu cho các nước đang phát triển vào năm 2024. Cũng tại COP26, Mỹ và Trung Quốc đã đạt được thỏa thuận về giảm phát thải khí nhà kính. Hai quốc gia này chịu trách nhiệm cho 40% lượng khí thải toàn cầu.

### 2022
Bước sang năm 2022, Biden tìm cách cải thiện hình ảnh công chúng sau khi chứng kiến tỷ lệ ủng hộ ông đi xuống, tuy nhiên con số này vẫn tiếp tục sụt giảm, xuống mức 40% trong các cuộc thăm dò dư luận vào tháng 2. Ông khởi đầu năm mới bằng việc phê chuẩn một sự thay đổi đối với quy tắc filibuster của Thượng viện nhằm cho phép thông qua Đạo luật về Quyền bỏ phiếu và Đạo luật Tự do Bỏ phiếu John Lewis, trước đó cả hai đạo luật này vốn không được thông qua trong các phiên thảo luận. Sự thay đổi các điều luật trên đã thất bại khi hai thượng nghị sĩ Đảng Dân chủ, Joe Manchin III và Kyrsten Sinema, cùng với các đảng viên Cộng hòa ở Thượng viện lên tiếng phản đối nó.

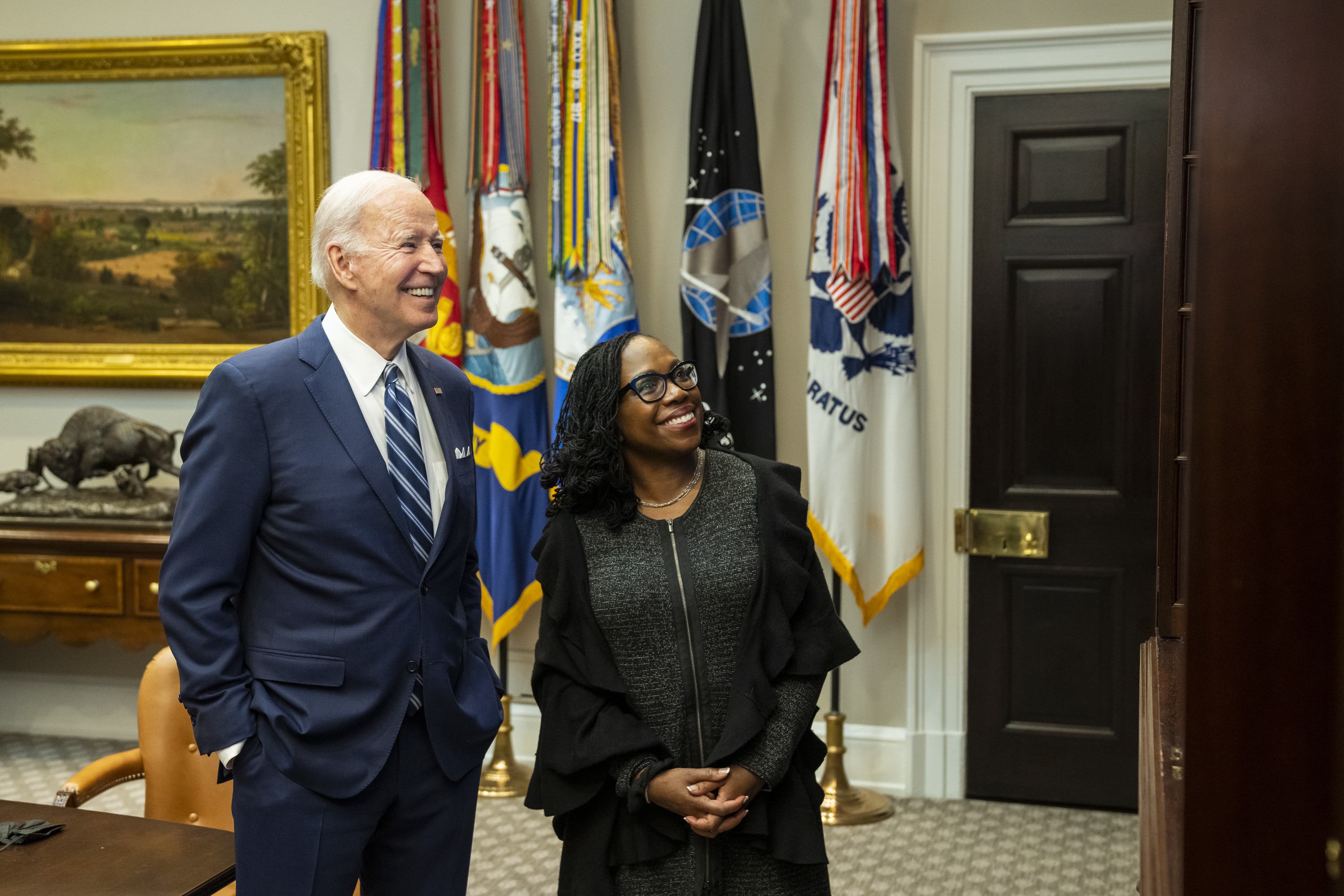
Biden và Ketanji Brown Jackson theo dõi cuộc bỏ phiếu phê chuẩn bà của Thượng viện Hoa Kỳ, tháng 4 năm 2022.

Vào tháng 1, Thẩm phán Stephen Breyer, một người theo chủ nghĩa tự do ôn hòa được Bill Clinton đề cử, thông báo sẽ nghỉ hưu tại Tòa án Tối cao. Việc Breyer nghỉ hưu mang lại cho Biden cơ hội đầu tiên để tiến cử một thẩm phán vào Tòa án tối cao. Trong chiến dịch tranh cử năm 2020 của mình, Biden đã hứa sẽ đề cử một người phụ nữ da màu vào tòa án nếu như còn vị trí trống, ông tiếp tục nhắc lại lời hứa này sau khi Breyer tuyên bố nghỉ hưu. Vào tháng 2, Biden đã tiến cử thẩm phán liên bang Ketanji Brown Jackson vào Tòa án Tối cao. Thượng viện đã phê chuẩn bà vào ngày 7 tháng 4, và đã tuyên thệ nhậm chức vào ngày 30 tháng 6.

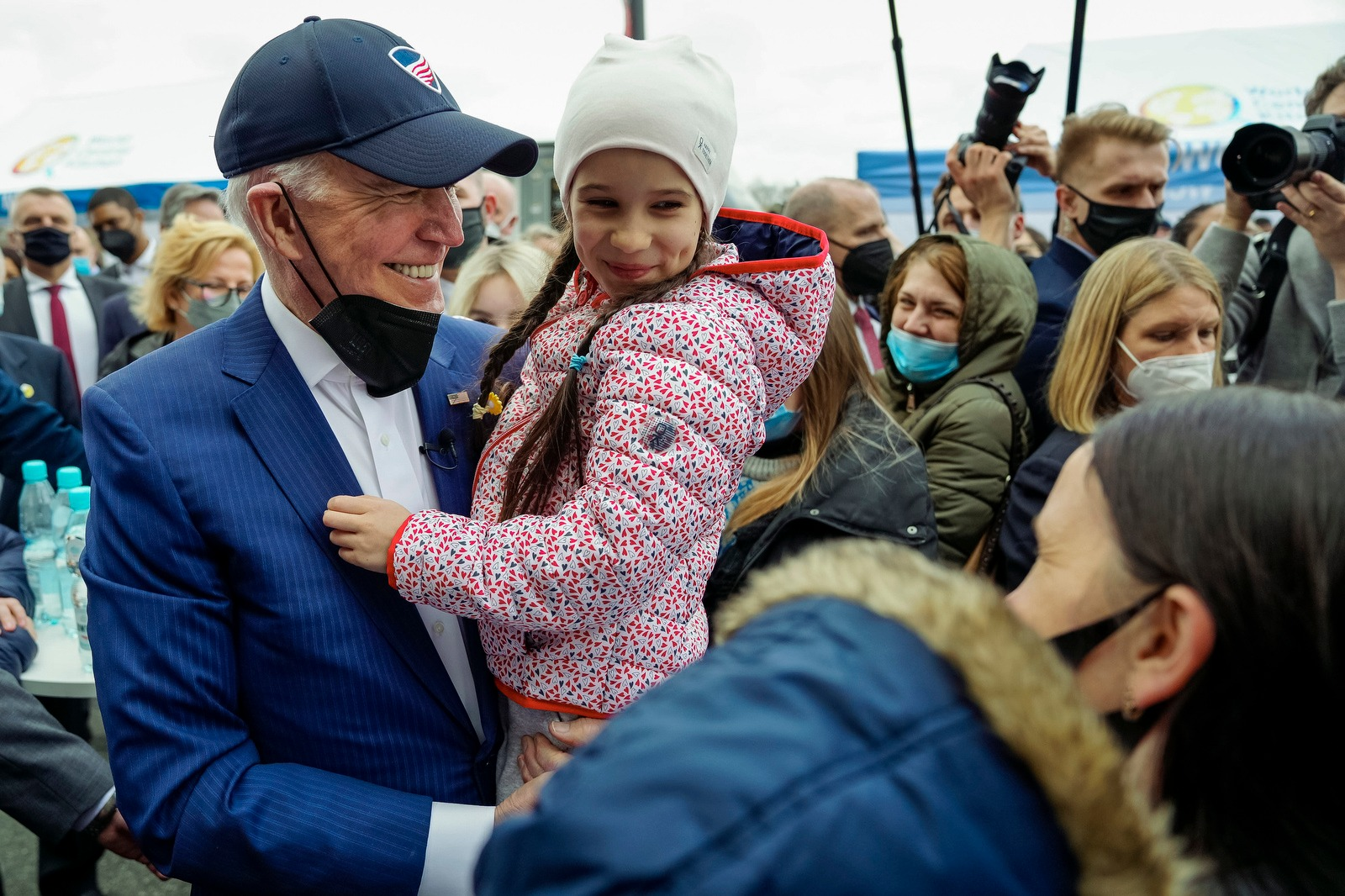
Biden với những người tị nạn từ Ukraina ở Warsaw, tháng 3 năm 2022

Vào đầu tháng 2, Biden đã ra lệnh thực hiện cuộc tấn công chống khủng bố ở miền bắc Syria dẫn đến cái chết của Abu Ibrahim al-Hashimi al-Qurashi, thủ lĩnh thứ hai của Nhà nước Hồi giáo.
Cũng trong tháng 2, sau khi cảnh báo rằng một cuộc tấn công quân sự sắp nổ ra trong vài tuần, Biden đã dẫn đầu phản ứng của Mỹ đối với việc Nga tấn công Ukraina, áp đặt các biện pháp trừng phạt nghiêm ngặt nhằm vào Nga và ủy quyền cho các chuyến hàng viện trợ vũ khí trị giá hơn 1 tỷ USD tới Ukraina. Vào tháng 4, Biden đã yêu cầu Quốc hội viện trợ 33 tỷ đô la cho Ukraina, nhưng những nhà lập pháp đã tăng mức viện trợ lên gần 40 tỷ đô la. Biden đổ lỗi cho Vladimir Putin về cuộc khủng hoảng lương thực và năng lượng đang xảy ra, cho rằng, "Cuộc chiến của Putin đã làm cho giá cả của lương thực tăng lên bởi vì Ukraina và Nga là hai trong số những giỏ bánh mì lớn của thế giới cả về lúa mì và ngô, vốn là sản phẩm cơ bản của rất nhiều loại thực phẩm trên thế giới." Trong cuộc họp hồi tháng 5 với Quad, Biden đã mô tả những hành động của Putin là nhằm mục đích tiêu diệt một nền văn hóa bằng việc xóa sổ các trường học, nhà thờ và viện bảo tàng. Trong bài phát biểu khai giảng lớp Học viện Hải quân Hoa Kỳ 2022, ông nói rằng, "Không chỉ [Putin] đang cố gắng xâm chiếm Ukraina, ông ta còn đang cố gắng xóa sổ bản sắc văn hóa của người dân Ukraina theo đúng nghĩa đen. Tấn công trường học, nhà trẻ, bệnh viện, viện bảo tàng, không mục đích nào khác ngoài việc xóa bỏ một nền văn hóa." Biden bổ sung thêm rằng Putin đã cố gắng "Phần Lan hóa" châu Âu nhưng "thay vào đó, ông ta đã NATO hóa toàn bộ châu Âu", một dẫn chứng rõ ràng nhất là nguyện vọng xin gia nhập NATO gần đây của Thụy Điển và Phần Lan.
Sự quyết đoán của Trung Quốc, đặc biệt là ở Thái Bình Dương, vẫn là một thách thức đối với Biden. Hiệp ước an ninh Quần đảo Solomon-Trung Quốc đã gây sự lo ngại, do Trung Quốc có thể xây dựng các căn cứ quân sự trên khắp Nam Thái Bình Dương. Biden tìm cách tăng cường quan hệ với Australia và New Zealand sau thỏa thuận này, khi Anthony Albanese kế nhiệm vị trí thủ tướng Australia và chính phủ của Jacinda Ardern đã có đường lối vững chắc hơn đối với sức ảnh hưởng của Trung Quốc.
Vào ngày 21 tháng 7 năm 2022, Biden có kết quả xét nghiệm dương tính với COVID-19, được báo cáo có các triệu chứng nhẹ. Theo Nhà Trắng, ông được điều trị bằng Paxlovid. Ông đã cách ly tại Nhà Trắng trong 5 ngày và lại phải trở lại trạng thái cách ly khi có kết quả xét nghiệm dương tính một lần nữa vào ngày 30 tháng 7.
Vào cuối tháng 7, Biden đã phê duyệt cuộc tấn công bằng máy bay không người lái tiêu diệt thành công Ayman al-Zawahiri, thủ lĩnh thứ hai của Al-Qaida và là một thành viên chủ chốt trong việc lên kế hoạch thực hiện vụ tấn công 11 tháng 9.

### Điều tra luận tội
Vào ngày 12 tháng 9 năm 2023, Chủ tịch Hạ viện Hoa Kỳ Kevin McCarthy khởi xướng một cuộc điều tra luận tội chính thức chống lại Biden, nói rằng các cuộc điều tra gần đây của Hạ viện đã "vẽ nên một bức tranh tham nhũng" đối với ông và gia đình ông. Các cuộc điều tra của Quốc hội, đáng chú ý nhất là bởi ủy ban Giám sát Hạ viện, đã không phát hiện ra bằng chứng nào về hành vi sai trái của Biden tính đến tháng 12 năm 2023. Ngày 13 tháng 12 năm 2023, Hạ viện đã bỏ phiếu với tỷ lệ 221–212 để chính thức hóa một cuộc điều tra luận tội chống lại Biden.

## Quan điểm chính trị
Biden được coi là một đảng viên Dân chủ ôn hòa. Ông ủng hộ việc kích thích tài chính trong Đạo luật Phục hồi và Tái đầu tư của Mỹ năm 2009; tăng chi tiêu cho cơ sở hạ tầng do chính quyền Obama đề xuất; phương tiện công cộng, bao gồm trợ giá Amtrak, xe buýt và tàu điện ngầm; quyền sinh sản; hôn nhân đồng giới và giảm chi tiêu quân sự trong ngân sách năm tài chính 2014 của chính quyền Obama. Biden ủng hộ án lệ Roe v. Wade và kể từ năm 2019 đã ủng hộ việc bãi bỏ Tu chính án Hyde. Biden đã đề xuất thay đổi một phần việc cắt giảm thuế doanh nghiệp của Đạo luật cắt giảm thuế và việc làm năm 2017, nói rằng làm như vậy sẽ không ảnh hưởng đến khả năng thuê người của các doanh nghiệp.
Một số nhà khoa học chính trị đánh giá hệ tư tưởng bằng cách so sánh xếp hạng hàng năm của Người Mỹ về Hành động Dân chủ (ADA) với xếp hạng của Liên minh Bảo thủ Mỹ (ACU). Biden có 72% điểm tự do suốt đời từ ADA đến năm 2004, trong khi ACU trao cho Biden số điểm bảo thủ suốt đời là 13% đến năm 2008. Một số liệu khác, Biden có điểm tự do trung bình suốt đời là 77,5%, theo một phân tích của Tạp chí Quốc gia đã xếp ông về mặt tư tưởng vào trung tâm của các đảng viên Dân chủ Thượng viện tính đến năm 2008. Almanac of American Politics đánh giá các phiếu bầu của quốc hội là tự do hay bảo thủ trên phạm vi chính trị trong ba lĩnh vực chính sách: kinh tế, xã hội và đối ngoại. Trong năm 2005–06, đánh giá kinh tế trung bình của Biden là 80% tự do và 13% bảo thủ, đánh giá xã hội của ông là 78% tự do và 18% bảo thủ, và xếp hạng nước ngoài của ông là 71% tự do và 25% bảo thủ. Điều này không thay đổi đáng kể theo thời gian; xếp hạng tự do của ông vào giữa những năm 1980 cũng ở mức 70% –80% phạm vi.
Liên minh Tự do Dân sự Hoa Kỳ cho Biden 80% điểm trọn đời, với 91% điểm cho Đại hội lần thứ 110. AFL – CIO đã cho Biden 85% xếp hạng ủng hộ trọn đời.

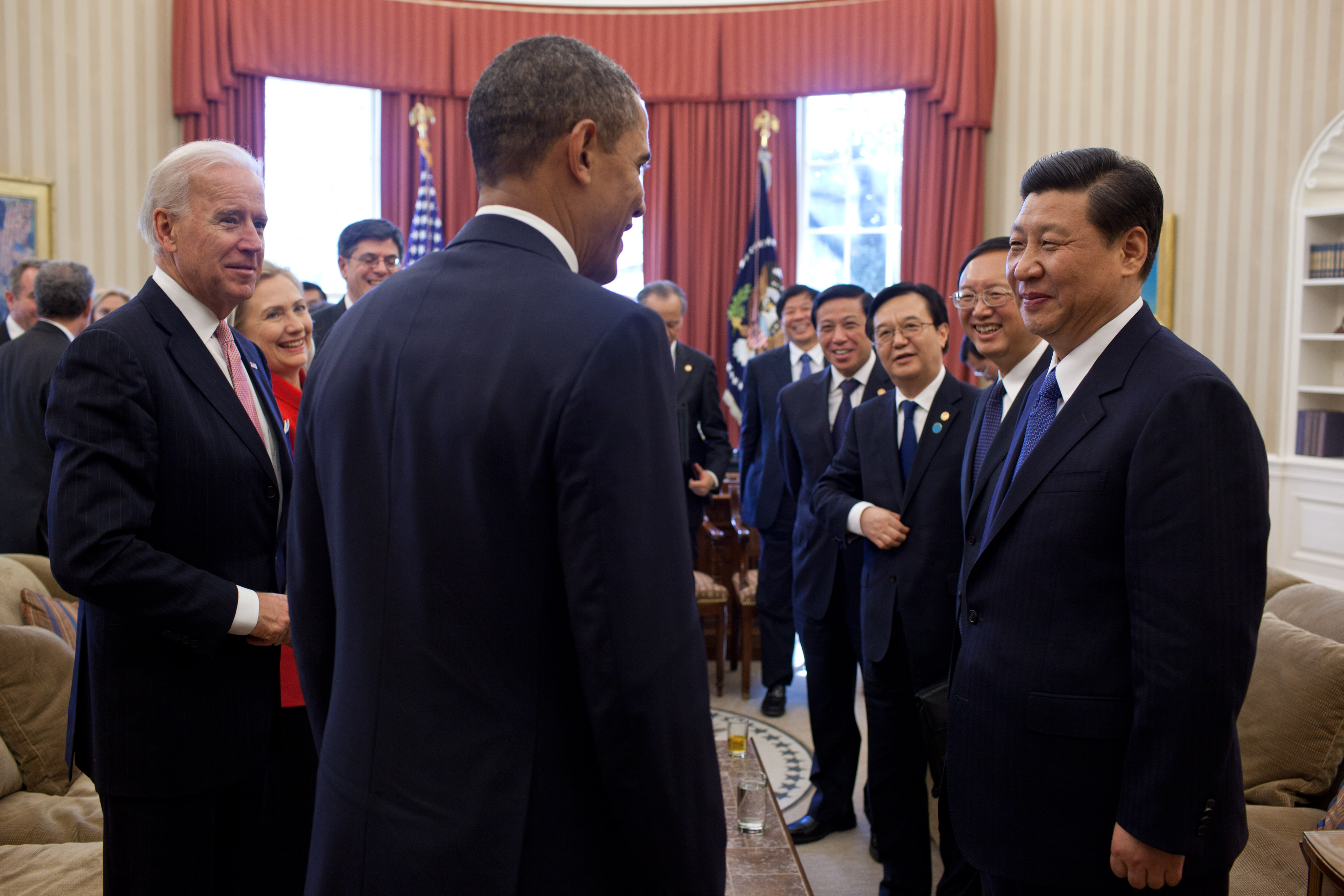
Tổng thống Barack Obama và Biden trò chuyện với Phó Chủ tịch nước Trung Quốc Tập Cận Bình, 14 tháng 2 năm 2012

Biden phản đối việc khoan dầu ở Khu bảo tồn Động vật Hoang dã Quốc gia Bắc Cực và ủng hộ tài trợ của chính phủ Hoa Kỳ nhằm tìm kiếm các nguồn năng lượng mới. Ông tin rằng hành động phải được thực hiện để chống quá trình ấm lên toàn cầu. Ông đồng tài trợ cho Nghị quyết của Thượng viện kêu gọi Hoa Kỳ tham gia vào các cuộc đàm phán về khí hậu của Liên Hợp Quốc và Đạo luật Giảm thiểu Ô nhiễm Nóng lên Toàn cầu Boxer – Sanders, dự luật về khí hậu nghiêm ngặt nhất tại Thượng viện Hoa Kỳ. Ông muốn đạt được ngành điện không có carbon ở Mỹ vào năm 2035 và ngừng phát thải hoàn toàn vào năm 2050. Chương trình của ông bao gồm việc tái tham gia Hiệp định Paris, bảo tồn thiên nhiên và xây dựng xanh. Biden muốn gây áp lực với Trung Quốc và các nước khác để cắt giảm lượng khí thải gây hiệu ứng nhà kính, bằng cách áp thuế carbon nếu cần thiết. Ông đã bỏ phiếu cho Hiệp định Thương mại Tự do Bắc Mỹ (NAFTA). Biden cam kết, nếu được bầu, sẽ trừng phạt và hạn chế thương mại đối với các quan chức chính phủ Trung Quốc và các tổ chức thực hiện hành vi đàn áp.
Là một thượng nghị sĩ, Biden đã tạo dựng mối quan hệ sâu sắc với các nhóm cảnh sát và là người đề xuất chính cho biện pháp Tuyên ngôn Nhân quyền của Cảnh sát mà các công đoàn cảnh sát ủng hộ nhưng bị cảnh sát trưởng phản đối. Là phó tổng thống, ông từng là liên lạc viên của Nhà Trắng với cảnh sát.

## Giải thưởng

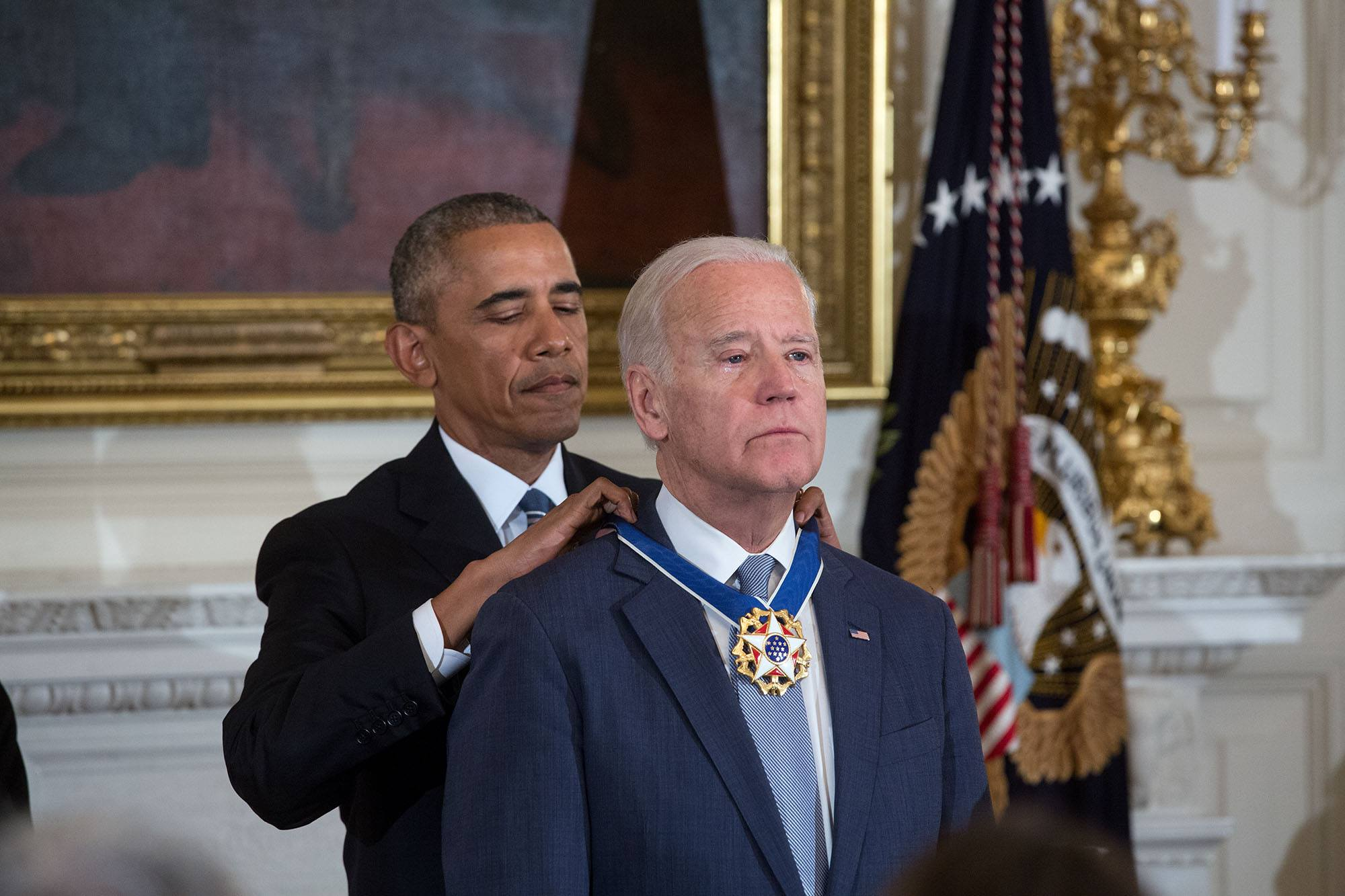
Tổng thống Obama trao tặng cho Biden Huân chương Tự do Xuất sắc của Tổng thống, ngày 12 tháng 1 năm 2017.

Joe Biden đã nhận bằng danh dự của Đại học Scranton (1976), Đại học Saint Joseph (LL. D 1981), Trường Luật Đại học Widener (2000), Cao đẳng Emerson (2003), Đại học Delaware (2003), (LL. D 2004), Trường Luật Đại học Suffolk (2005), Đại học Syracuse (LL. D 2009), Đại học Wake Forest (LL. D 2009), Đại học Pennsylvania (LL. D 2013), Cao đẳng Miami Dade (2014), Đại học Nam Carolina (DPA 2014), Cao đẳng Trinity, Dublin (LL. D 2016), Cao đẳng Colby (LL. D 2017), và Đại học Bang Morgan (DPS 2017).
Biden cũng nhận được Huân chương Thủ tướng (1980) và Huân chương Tiên phong George Arents (2005) từ Đại học Syracuse.
Năm 2008, Biden nhận được Giải thưởng Quốc hội Tốt nhất của tạp chí Working Mother cho "cải thiện chất lượng cuộc sống của người Mỹ thông qua các chính sách làm việc thân thiện với gia đình". Cũng trong năm 2008, ông đã chia sẻ với thượng nghị sĩ Richard Lugar giải thưởng Hilal-i-Pakistan của Chính phủ Pakistan "để ghi nhận sự ủng hộ nhất quán của họ đối với Pakistan". Năm 2009, Kosovo đã trao tặng cho Biden Huân chương Tự do Vàng, phần thưởng cao quý nhất của khu vực, vì đã lên tiếng ủng hộ nền độc lập của đất nước vào cuối những năm 1990.
Biden là thành viên chính thức của Tổ chức Phòng cháy chữa cháy Tình nguyện Delaware. Ông được đưa vào Little League Hall of Excellence năm 2009.
Ngày 15 tháng 5 năm 2016, Đại học Notre Dame đã trao tặng cho Biden Huân chương Laetare, được coi là vinh dự cao quý nhất dành cho người Công giáo Hoa Kỳ. Huân chương này đồng thời được trao cho John Boehner, Chủ tịch Hạ viện Hoa Kỳ.
Vào ngày 25 tháng 6 năm 2016, Biden nhận được giải Tự do của Thành phố Quận Louth ở Cộng hòa Ireland.
Vào ngày 12 tháng 1 năm 2017, Obama bất ngờ trao tặng cho Biden Huân chương Tự do ‍—‌ cho "niềm tin vào người Mỹ đồng bào, vì tình yêu của đất nước và một đời phục vụ mà được duy trì qua nhiều thế hệ". Đó là giải thưởng duy nhất của Obama về Huân chương Tự do xuất sắc; những người nhận khác của giải này bao gồm Ronald Reagan, Colin Powell và Giáo hoàng John Paul II.
Vào ngày 11 tháng 12 năm 2018, Đại học Delaware đã đổi tên Trường Quản lý và Chính sách Công thành Trường Quản trị và Chính sách Công Joseph R. Biden, Jr. Viện Biden cũng được đặt ở đó.

## Lịch sử bầu cử
| Năm  | Chức vụ               | Đảng phái | Phiếu bầu cho Biden                             | %   | Đối thủ               | Đảng phái | Phiếu bầu                       | %   |
| ---- | --------------------- | --------- | ----------------------------------------------- | --- | --------------------- | --------- | ------------------------------- | --- |
| 1970 | Ủy viên hội đồng quận | Dân chủ   | 10.573                                          | 55% | Lawrence T. Messick   | Cộng hòa  | 8.192                           | 43% |
| 1972 | Thượng nghị sĩ Hoa Kỳ | Dân chủ   | 116.006                                         | 50% | J. Caleb Boggs        | Cộng hòa  | 112.844                         | 49% |
| 1978 | Thượng nghị sĩ Hoa Kỳ | Dân chủ   | 93.930                                          | 58% | James H. Baxter Jr.   | Cộng hòa  | 66.479                          | 41% |
| 1984 | Thượng nghị sĩ Hoa Kỳ | Dân chủ   | 147.831                                         | 60% | John M. Burris        | Cộng hòa  | 98.101                          | 40% |
| 1990 | Thượng nghị sĩ Hoa Kỳ | Dân chủ   | 112.918                                         | 63% | M. Jane Brady         | Cộng hòa  | 64.554                          | 36% |
| 1996 | Thượng nghị sĩ Hoa Kỳ | Dân chủ   | 165.465                                         | 60% | Raymond J. Clatworthy | Cộng hòa  | 105.088                         | 38% |
| 2002 | Thượng nghị sĩ Hoa Kỳ | Dân chủ   | 135.253                                         | 58% | Raymond J. Clatworthy | Cộng hòa  | 94.793                          | 41% |
| 2008 | Thượng nghị sĩ Hoa Kỳ | Dân chủ   | 257.484                                         | 65% | Christine O'Donnell   | Cộng hòa  | 140.584                         | 35% |
| 2008 | Phó Tổng thống        | Dân chủ   | 69.498.516 365 phiếu đại cử tri (cần 270 phiếu) | 53% | Sarah Palin           | Cộng hòa  | 59.948.323 173 phiếu đại cử tri | 46% |
| 2012 | Phó Tổng thống        | Dân chủ   | 65.915.795 332 phiếu đại cử tri (cần 270 phiếu) | 51% | Paul Ryan             | Cộng hòa  | 60.933.504 206 phiếu đại cử tri | 47% |
| 2020 | Tổng thống            | Dân chủ   | 81.268.924 306 phiếu đại cử tri (cần 270 phiếu) | 51% | Donald Trump          | Cộng hòa  | 74.216.154 232 phiếu đại cử tri | 47% |

### Tác phẩm được trích dẫn
- Barone, Michael; Cohen, Richard E. (2008). The Almanac of American Politics. Washington. ISBN 978-0-89234-116-0. {{Chú thích sách}}: Đã bỏ qua |work= (trợ giúp)Quản lý CS1: địa điểm thiếu nhà xuất bản (liên kết)
- Bronner, Ethan (1989). Battle for Justice: How the Bork Nomination Shook America. W. W. Norton & Company. ISBN 978-0-393-02690-0.
- Gadsen, Brett (ngày 8 tháng 10 năm 2012). Between North and South: Delaware, Desegregation, and the Myth of American Sectionalism. University of Pennsylvania Press. ISBN 978-0-8122-0797-2.
- Levingston, Steven; Dyson, Michael (2019). Barack and Joe: The Making of an Extraordinary Partnership. Hachette. ISBN 978-0-316-48788-7.
- Mayer, Jane; Abramson, Jill (1994). Strange Justice: The Selling of Clarence Thomas. Houghton Mifflin. ISBN 978-0-395-63318-2.
- Moritz, Charles, biên tập (1987). Current Biography Yearbook 1987. New York: H. W. Wilson Company.
- Wolffe, Richard (2009). Renegade: The Making of a President. New York: Crown Publishers. ISBN 978-0-307-46312-8.
- Taylor, Paul (1990). See How They Run: Electing the President in an Age of Mediaocracy. Alfred A. Knopf. ISBN 978-0-394-57059-4.
- Witcover, Jules (2010). Joe Biden: A Life of Trial and Redemption. New York City: William Morrow. ISBN 978-0-06-179198-7.

### Chính thức
- Trang web chính thức của Tổng thống Joe Biden Lưu trữ ngày 5 tháng 2 năm 2021 tại Wayback Machine
- Trang web tranh cử tổng thống
- Tiểu sử Obama tại Nhà Trắng (lưu trữ)

### Khác
- Joe Biden trên C-SPAN
- Joe Biden trên DMOZ
- Thêm tin tức và bình luận về Joe Biden trên The New York Times
- Joe Biden tại On the Issues
- Joe Biden tại PolitiFact